# Pavement intérieur du Duomo de Sienne

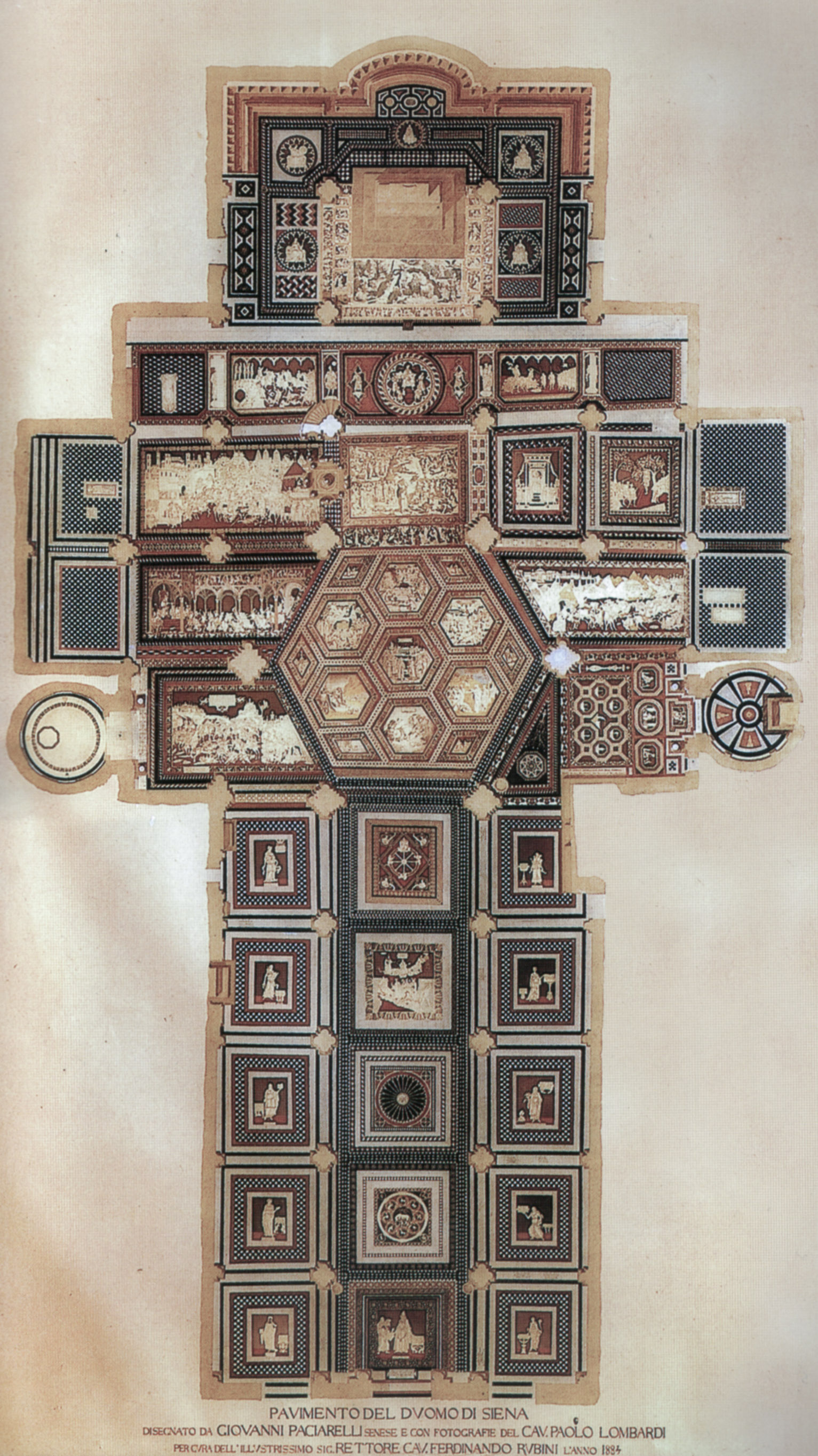
Giovanni Paciarelli, schéma du pavement du Duomo de Sienne, 1884

Le pavement du Duomo de Sienne est un des exemples les plus étendus et les plus appréciés d'un ensemble de marqueteries de marbre (opus sectile), un projet décoratif qui s'est étalé sur six siècles, du XIVe au XIXe siècle. Comme la construction de la cathédrale, l'histoire du pavement se mêle étroitement à celle de la cité et de l'école artistique siennoise. Les Siennois n'ont d'ailleurs jamais lésiné, au cours des siècles, quant aux moyens mis en œuvre, d'abord pour sa création, puis pour sa préservation. Composé de plus de soixante scènes, il est généralement recouvert, dans les zones les plus fréquentées, par des feuilles de masonite, sauf une fois par an, pendant un mois environ, entre septembre et octobre.

## Histoire
Quand bien même il n'en existe aucune preuve documentaire, la tradition veut que la création de la décoration marmoréenne soit due au chef de file de la peinture siennoise Duccio di Buoninsegna (vers 1255-1260 - vers 1318-1319). Les témoignages les plus anciens situent les premiers travaux de pavement à une période plus tardive, vers 1369 : les premiers paiements sont alors effectués à des artisans quasiment inconnus (Antonio di Brunaccio, Sano di Marco, Francesco di ser Antonio), pour la réalisation des premiers épisodes figurés sur le revêtement. Les premières représentations semblent être les panneaux de la nef tels que La Roue de la fortune et la Louve siennoise entourée des symboles des villes alliées (de 1373), totalement refaites dans les siècles suivants.

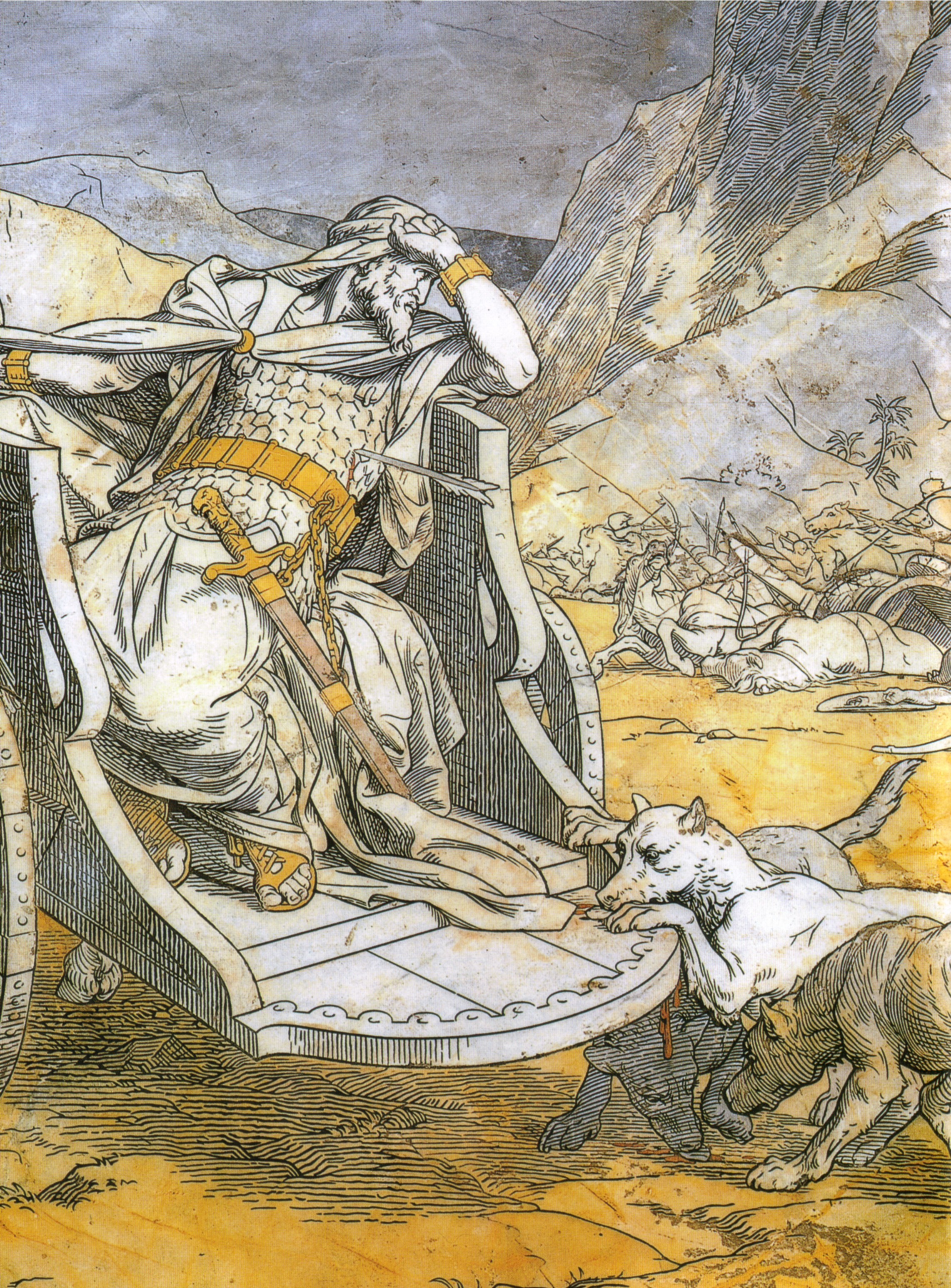
Alessandro Franchi, Achab blessé à mort (1878), une des dernières histoires à avoir été terminées.

Il faut attendre le 13 mars 1406 pour trouver une information attestée concernant un des panneaux encore identifiables aujourd'hui : c'est la date d'un paiement à un certain Marchese di Adamo, de Côme, accompagné de ses assistants, en règlement de la réalisation d'une « roue » devant la porte de la sacristie, c'est-à-dire le cercle représentant La Force qui sera refait intégralement en 1839. Dès cette époque, des artistes renommés fournissent des cartons aux maîtres spécialisés qui réalisent alors la marqueterie, parmi lesquels : Domenico dei Cori, sculpteur et capomastro (contremaître) du Duomo, le Sassetta ou Domenico di Bartolo.
Suivent, au cours du XVe siècle, Pietro del Minella, lui aussi capomastro de la cathédrale, Antonio Federighi, Urbano da Cortona (it), Francesco di Giorgio Martini, Neroccio di Landi, Matteo di Giovanni, Giovanni di Stefano (fils de Sassetta), Benvenuto di Giovanni et, enfin, Luca Signorelli.
Au XVe siècle, on trouve des contributions de Guidoccio Cozzarelli, Pinturicchio et, surtout, Domenico Beccafumi. Ce dernier travailla aux cartons utilisés pour les marqueteries du chœur, entre septembre 1521 et février 1547, en y introduisant des techniques expressives très innovantes et obtenant ainsi des résultats très proches des grands cycles picturaux de l'époque.
Vers le milieu du XVIe siècle, le chantier du pavement est achevé, clôturant la phase dite « classique ». Par la suite, un travail permanent de restauration se poursuit incluant des ajouts mineurs et, surtout, la substitution des panneaux usés par des reproductions.
En 1780, la zone située devant la chapelle del Voto (du Vœu), œuvre du Bernin, est décorée par les allégories de La Religion et des Vertus théologales dessinées par Carlo Amidei et exécutées par Matteo Pini. Ces œuvres furent refaites quelque quatre-vingt-dix années plus tard par Alessandro Franchi.
Le XIXe siècle est une période de restaurations massives et d'ajouts. En 1859, Leopoldo Maccari refait en partie la Storia della Fortuna du Pinturicchio et le panneau de Federighi représentant les Sept âges de l'homme, sous la direction de Luigi Mussini, principal représentant, en Italie, du courant puriste.
En 1878, Franchi, assisté à nouveau par Mussini, dessine les cartons pour quelques épisodes à ajouter sous l'hexagone de la coupole, remplaçant les Trois paraboles et l'Histoire d'Élie, alors presque totalement effacées. Ces ajouts bénéficient généralement d'un bon jugement critique, en raison de leur « pure beauté » selon Enzo Carli, efficaces quant au dessin et à leur puissance dramatique contenue.

## Thèmes généraux

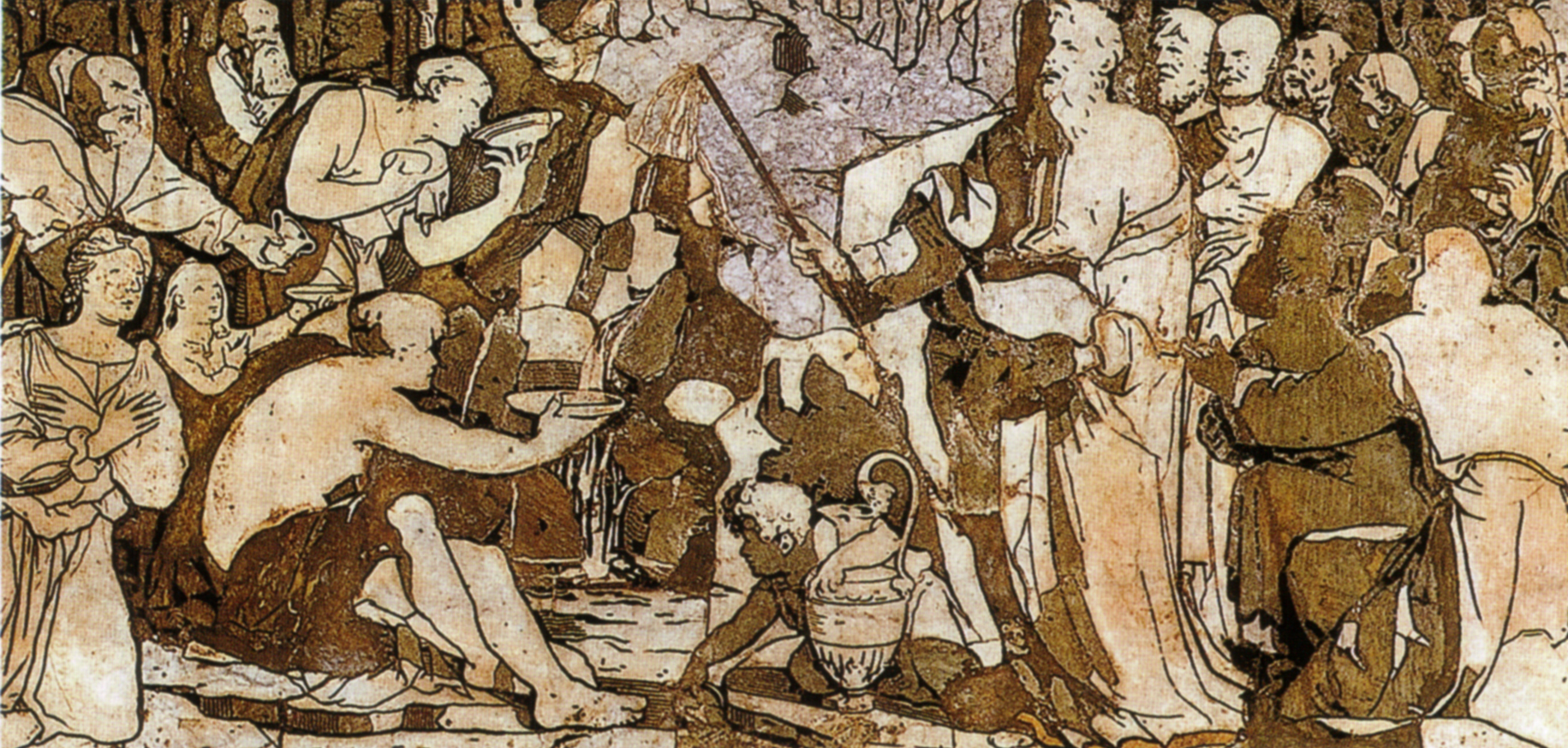
Beccafumi, Moïse fait jaillir l'eau du rocher de Horeb (1524-1525), détail

C'est à l'Allemand Friedrich Ohly (1977, traduit en italien en 1979) que revient l'idée de considérer le pavement comme un ensemble et d'y rechercher une thématique commune liant les différents épisodes, émettant l'hypothèse d'un programme figuratif conduit à travers les siècles par les différents artistes qui se sont succédé au chevet du projet décoratif.
Ohly arrive à la conclusion que chaque scène fait partie d'une présentation du Salut dans un de ses aspects, à commencer par les représentations présentes à l'extérieur sur le parvis, symbolisant les Hébreux et les païens, exclus du Salut et condamnés à rester à l'extérieur de l'édifice sacré, et en poursuivant par les trois degrés du chœur qui introduisent le fidèle, moyennant sa participation, à la révélation divine.
À l'intérieur, devant le portail central, Hermès Trismégiste symbolise les débuts de la connaissance terrestre, celle du monde antique, avec un livre qui symbolise l'Orient et l'Occident, en reprenant les mots de Genèse. Suit un rappel de l'histoire et du lieu, avec des scènes qui symbolisent Sienne et ses entreprises, ainsi que ses alliés et une allégorie de la Fortune qui régit le destin des hommes (Allégorie de la Sagesse et Roue de la Fortune). Dans les travées latérales, les Sibylles préfigurent la venue du Christ et rappellent les différentes parties du monde connu.
Une nouvelle phase de l'histoire du monde est représentée dans le transept, avec les épisodes de la Bible qui sont déjà situés dans l'époque de la révélation. L'hexagone central montre des scènes de sacrifice, en lien étroit avec le mystère de l'eucharistie célébré sur l'autel. Sur les côtés, au contraire, les aventures militaires des Hébreux auxquelles est intégré le Massacre des Innocents, par analogie avec ces épisodes sanglants .
Ohry a également signalé plusieurs références numérologiques (sept, cinq), qui pourraient faire l'objet d'interprétations théologiques. Suivent ensuite l'histoire d'Élie, le prophète, et de Moïse, le législateur, avec le peuple hébreu en chemin symbolisant le pèlerinage qu'effectue le visiteur de la cathédrale. L'Histoire de David conclut la série biblique et annonce symboliquement Jésus, le pacificateur.
Les Vertus du transept droit n'entrent pas dans ce schéma général. Il s'agit d'une œuvre plus tardive du XVIIIe siècle, conçue alors que la signification générale du programme décoratif s'était déjà plus ou moins perdue.

## Description

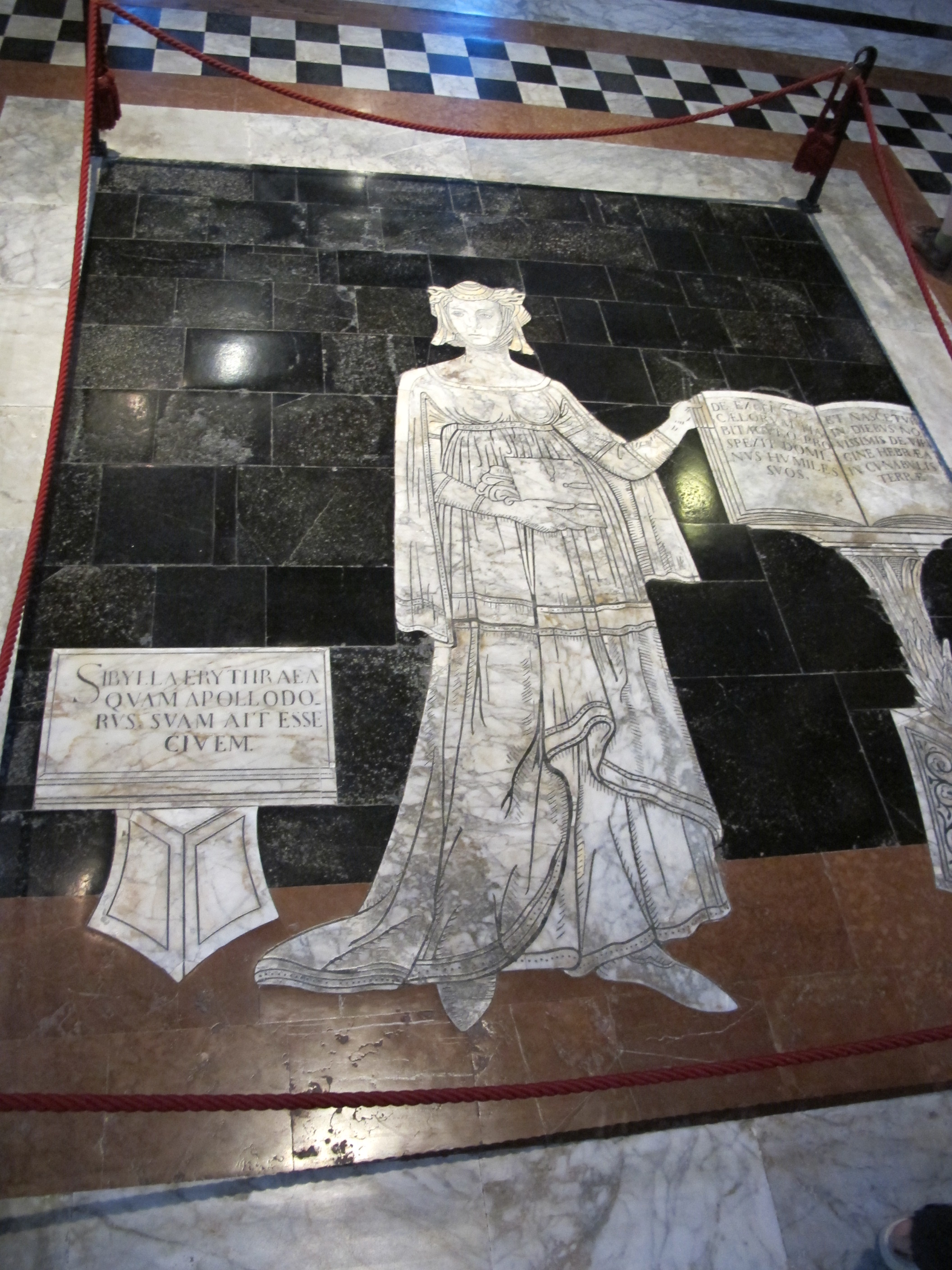
La Sibylle d'Érythrée

### Parvis
Sur la place de la cathédrale, la plate-forme qui s'étend au sommet des marches et devant les portails, se trouvent les premières marqueteries de marbre, avec la représentation du Pharisien et du Publicain, symbolisant les Hébreux et les païens, c'est-à-dire les non-chrétiens qui ne peuvent accéder au sanctuaire pour assurer leur Salut. Devant le portail se trouvent ensuite les Cérémonies de l'initiation de Nastagio di Gaspare (v. 1450 aujourd'hui une reproduction), avec un diacre, un prêtre et un évêque, dépositaires de l'ordination, qui introduisent au caractère sacré du lieu.

### Les sibylles
Dans l'antiquité classique, la Sibylle était une vierge douée de vertus prophétique inspirées d'une divinité (généralement Apollon). Les Sibylles sont représentées le long des travées latérales, pour symboliser la préparation de l'humanité antique à la révélation du Christ. Elles sont originaires des différents parties du monde connu et elles sont divisées en trois groupes (ioniennes, italiques et orientales), marquant ainsi l'universalité du message christique.
La commande pour ces représentations remonte à 1482-1483, à l'initiative du recteur Alberto Alberighi. Plusieurs artistes sont intervenus en se pliant au respect d'un style commun, avec des personnages travaillés en marbre blanc sur un fond noir, encadrés d'un motif à damiers. Elles reposent sur un fond de couleur brique et sont accompagnées de légendes qui facilitent leur identification. Des symboles illustrent leurs révélations concernant le Christ et sa vie. Ces prophéties sont souvent tirées du Divinae institutiones (en) de Lactance, une œuvre apologétique remontant aux premiers siècles du christianisme.
Du point de vue du style, les Sibylles constituent un ensemble homogène et renvoient aux statues d'inspiration classique qui entourent les allégories plus complexes de la nef centrale. Seules certaines d'entre elles ont été restaurées au cours des siècles .

#### sibylles de la nef droite
| IMG                    | sibylle                       | Auteur | Année   | Restauration | Description |
| ---------------------- | ----------------------------- | --- | ------- | ------------ | --- |
| sibylle de Delphes     | Sibylle de Delphes (ionique)  | Giovanni di Stefano ou Antonio Federighi (dessin, attr.), Giuliano di Biagio et Vito di Marco (exécution) | v. 1482 | 1866-1869    | Cette première sibylle se trouve en face de la porte de droite de la façade. Très usée du fait de son emplacement, elle a fait l'objet de retouches substantielles datant de 1866-1869. Le dessin est attribué par Carli à Giovanni di Stefano, fils du Sassetta, ou à Antonio Federighi. La sibylle est représentée dans une pose statique, vêtue d'un drapé complexe. Elle présente, de la main droite, un panneau portant l'inscription ipsum tuum cognosce deum qui dei filius est (« Connais ton vrai Dieu, qui est le Fils de Dieu »), allusion à la seconde nature divine. Sous l'inscription, est représenté un sphinx aux ailes déployées. De sa main gauche, la sibylle tient une corne ouvragée d'où sortent des flammes. Sous ses pieds, une plaque l'identifie et indique qu'elle a été mentionnée par Crisippo. |
| La sibylle cimmérienne | Sibylle cimmérienne (ionique) | Giovanni di Stefano (dessin, attr.), Vito di Marco e Luigi di Ruggiero, dit l'Armellino (exécution)       | v. 1482 | 1866-1869    | Son nom dérive de la ville de Cymé (Cuma eolica) en Éolide, à ne pas confondre avec la sibylle de Cumes qui officiait à Cumes en Campanie. Elle est ici représentée comme une femme âgée, échevelée, saisie dans une pose agitée. Elle tient à la main un panneau qui porte l'inscription : et mortis fatum finiet, trium dierum somno suscepto tunc amortuis regressus inlucem veniet primum resurrectionis initium ostendens (« Il mettra fin à sa destinée mortelle après un sommeil de trois jours. Ensuite, de retour du royaume des morts, il reviendra à la lumière, montrant pour la première fois, l'aube de la Résurrection ») : allusion évidente à la vie éternelle. Derrière elle, deux angelots tiennent un panneau sur lequel figure le nom de la sibylle. La réalisation est attribuée à Vito di Marco et à Luigi di Ruggiero (dit l'Armellino), sur un dessin attribué à Giovanni di Stefano. |
| Sibilla de Cumes       | Sibylle de Cumes (italique)   | Giovanni di Stefano                                                                                       | 1482    | 1866-1869    | La troisième sibylle est célèbre pour avoir reçu la visite d'Énée. Sa représentation est l'œuvre de Giovanni di Stefano, comme le prouve un paiement du 19 juillet 1482. Évoquée par Virgile, elle était célèbre au Moyen Âge pour avoir annoncé la venue du Christ. L'inscription présentée par les deux angelots est en fait une citation de Virgile : ultima cumaei venit iam carminis aetas magnus ab integro saeclorum nascitur ordo iam redit et virgo, redeunt saturnia regna, iam nova progenies caelo demittitur alto (« Il s'avance enfin, le dernier âge prédit par la Sibylle : je vois éclore un grand ordre de siècles renaissants. Déjà la vierge Astrée revient sur la terre, et avec elle le règne de Saturne ; déjà descend des cieux une nouvelle race de mortels ») Virgile - Les Bucoliques - Églogue IV - Traduction de Victor Hugo (1817). Elle apparaît comme une femme âgée et d'aspect sévère, la tête enturbannée. Sa main droite tient le rameau de houx évoqué dans la narration de Virgile, tandis que sa main gauche étreint trois livres. Six autres livres (les livres sibyllins détruits selon la légende de Tarquin) brûlent sur le sol à sa droite. |
| La sibylle d'Érythrée  | Sibylle d'Érythrée (ionique)  | Antonio Federighi (dessin)                                                                                | 1482    | 1866-1869    | Cette sibylle serait native d'Érythrée, en Lydie, Asie mineure (par opposition à l'Érythrée d'Afrique). C'est à Antonio Federighi que son exécution fut payée, le 19 juillet 1482. Elle a, depuis, été presque complètement refaite. Rien n'évoque d'ailleurs le travail du sculpteur siennois, à part une signature située sur le pied du lutrin. Lactance lui attribue l'acrostiche qui annoncerait la venue de Jésus Christ et que l'on trouve dans les livres sibyllins. Elle est ici dépeinte comme une patricienne au maintien sévère, élégamment vêtue et portant un couvre-chef qui lui entoure le visage. La main droite serre un livre fermé, tandis que la gauche repose sur un livre ouvert, porté par un lutrin sculpté. Sur les pages de ce livre est inscrite la phrase : de excelso cælorum habitaculo prospexit dominus humiles suos et nascitur in diebus novissimis de virgine habræa in cunabulis terræ (« De sa céleste demeure, Dieu a tourné le regard vers ses humbles serviteurs ; il naîtra aux derniers jours d'une vierge du peuple hébreu dans le berceau de la terre »), considérée comme une prophétie relative à la naissance de Jésus. |
| sibylle de Perse       | Sibylle de Perse (orientale)  | Benvenuto di Giovanni (dessin, attr.)                                                                     | 1483    | 1866-1869    | Cette dernière sibylle de la nef droite est la seule de la série à avoir été réalisée en 1483 : le 3 octobre, Urbano da Cortona est payé pour la réalisation du carton. Située devant l'entrée du campanile, elle a subi une usure importante et a dû être restaurée entre le XVIIIe et le XIXe siècle. Elle est représentée sous les traits d'une jeune femme avenante, la tête couverte d'un voile. Elle tient un livre dans la main gauche et pointe la main droite vers un livre posé sur un lutrin à base triangulaire. L'inscription évoque le miracle de la multiplication des pains : panibus solum quinque et piscibus duobus hominum millia in foeno quinque satiabit reliquias tollens xii cophinos implebit in spem multorum (« Avec cinq pains et deux poissons, il rassasiera cinq mille hommes assis sur l'herbe. Avec les restes, il remplira douze paniers pour l'espérance de bien d'autres »). Cette prophétie est la seule qui ne parle pas de la naissance ou de la rédemption du Christ. Sous les pieds de la sibylle, un panneau nous informe que c'est à Nicarone[Qui ?] que nous devons les informations concernant son existence. Du fait des similarités avec la sibylle tiburtine, l'historien de l'art Enzo Carli a émis l'hypothèse que Benvenuto di Giovanni pourrait avoir contribué au dessin. |

#### Les sibylles de la nef gauche
| IMG                  | sibylle                                | Auteur                                                                                | Année      | Restauration | Description |
| -------------------- | -------------------------------------- | ------------------------------------------------------------------------------------- | ---------- | ------------ | --- |
| Sibylle lbyque       | Sibylle libyque (italica)              | Guidoccio Cozzarelli (dessin)                                                         | 1483       | 1866-1869    | Elle se trouve devant le portail de la nef gauche. D'origine africaine, elle est noire : le visage, le cou, les mains et les pieds de marbre noir produisent un bel effet. La tête est couverte et couronnée d'une guirlande de fleurs. Elle tient dans la main gauche un parchemin déroulé et présente, de la main droite, un livre ouvert. Il y est écrit : colaphos accipens tacebit dabit in verbera innocens dorsum («Il se taira sous les soufflets. Il offrira aux coups son dos innocent»). À sa gauche, une plaque soutenue par des serpents entremêlés, portant l'inscription: in manus iniquas veniet. dabunt deo alapas manibus in cestis. miserabilis et ignominiosus. miserabilibus spem praebebit (« Il sera remis à des mains injustes. Avec des mains impures, ils donneront à Dieu des coups de fouet. Misérable et frappé d'ignominie, il insufflera l'espérance au misérable». Les deux inscriptions se réfèrent à la flagellation de Jésus. Le dessin est attribué à Guidoccio Cozzarelli sur la base d'une mention dans la Chronique siennoise de Sigismondo Tizio (1483). |
| Sibylle de Marpessos | Sibylle hellespontique (ionique)       | Neroccio di Bartolomeo de' Landi (dessin)                                             | 1483 circa | 1864-1865    | L'inscription posée aux pieds de cette sibylle indique qu'elle est née en terre troïenne et qu'elle fut, selon certains, une contemporaine de Cyrus, roi de Perse. La silhouette est élégante, mais évoque des proportions gigantesques. La physionomie absorbée et l'élégance composée renvoient au style de Neroccio di Bartolomeo de' Landi, avec une datation de 1483, année du paiement de l'artiste,. Les cheveux, couronnés d'un diadème, et partiellement entourés de rubans, tombent librement sur les épaules. De la main gauche, elle tient un livre à demi ouvert. Son corsage est à peine retenu à la taille par une ceinture ornée de pierres précieuses. À sa gauche, soutenue par deux colonnes, une plaque devant laquelle un loup et un lion, tous deux assis, se donnent amicalement la patte. Il s'agit peut-être d'une allusion au traité entre Sienne et Florence. Une autre interprétation voit dans les deux animaux les symboles des Juifs et des païens rachetés par le sacrifice divin. Une inscription indique : in cibum fel in sitim acetum dederunt hanc in hospitalitatis mostrabunt mensam; templi vero scindetur velum et medio die nox erit tenebrosa tribus horis (« Il lui donnèrent du fiel pour apaiser sa faim et du vinaigre pour étancher sa soif ; ils lui présentèrent ce repas d'inhospitalité. En vérité le voile du Temple se déchirera par le milieu et la nuit se fera pendant trois heures en plein milieu du jour »), qui fait allusion aux derniers moments de la vie de Jésus et à sa mort sur la croix. |
| sibylle phrygienne   | Sibylle phrygienne (ionique)           | Benvenuto di Giovanni (dessin, attr.), Luigi di Ruggiero et Vito di Marco (exécution) | 1483 circa | 1864-1865    | La plaque qui l'accompagne nous apprend que cette sibylle officiait à Ancyre en Phrygie. Attribuée à Benvenuto di Giovanni (1483, comme les autres sibylles voisines), elle se présente habillée selon la mode que l'artiste imaginait alors comme orientale ou phrygienne. De la main gauche, elle soulève un livre ouvert qui porte l'inscription : solus deus sum et non est deus alius (« Je suis le seul Dieu et il n'y a pas d'autre Dieu»). De la main droite, elle attire l'attention vers une plaque surmontant deux supports en forme de lyre, sur lesquels apparaissent les têtes et les torses de personnages nus et suppliants, qui semblent émerger de la tombe. Une autre inscription indique : tuba de caelo vocem luctuosam emitet tartareum chaos ostendet dehiscens terra veniet ad tribunal dei reges omnes deus ipse iudicans pios simul et impios tunc denum impios in ignem et tenebras mittet qui autem pietatem tenet iterum vivent (« Les trompettes lanceront du ciel un chant funèbre. La terre en s'ouvrant découvrira le chaos du Tartare. Tous les rois comparaîtront devant le tribunal de Dieu. Dieu lui-même, jugeant alors ensemble les justes et les impies, jettera alors les impies dans le feu des ténèbres. Ceux qui, au contraire, garderont leur droiture, vivront à nouveau »). Référence au Jugement dernier. La tradition attribuait cette œuvre à Luigi di Ruggiero et Vito di Marco. Ils n'ont sans doute été que de simples exécutants.                                                                       |

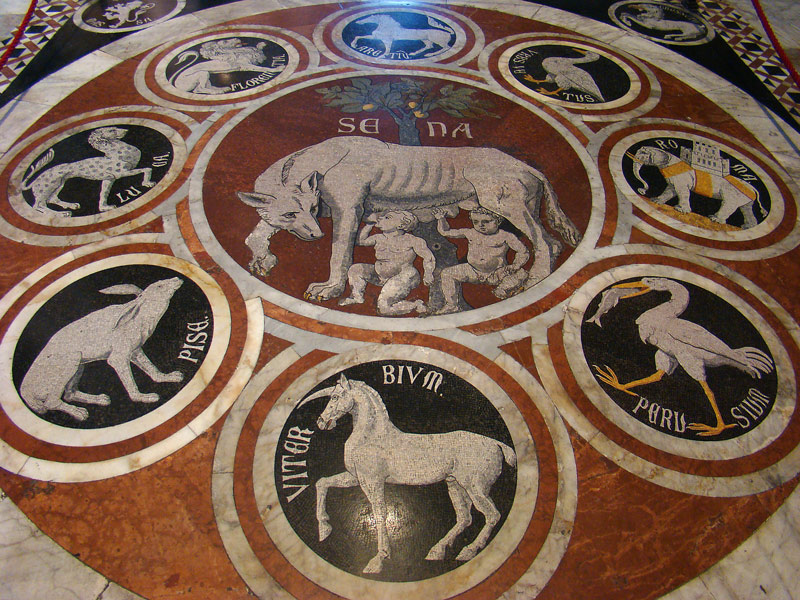
Au centre la « Louve siennoise ».

| sibylle samienne     | Sibylle samienne (ionique)             | Matteo di Giovanni (dessin)                                                           | 1483       | 1864-1865    | Cette sibylle, bien que native de Troade, avait élu demeure à Samos selon Ératosthène. Signée par Matteo di Giovanni, elle est datée de 1484 (sur le support de la plaque). Elle est représentée drapée sous les traits d'une jeune femme élancée, des rubans volant dans sa chevelure. Elle tient dans la main gauche un livre ouvert et richement relié. Détail curieux, c'est la tête d'un chérubin aux ailes déployées qui ferme la ceinture qui entoure son bas-ventre. Une plaque soutenue par deux figures à têtes de lion, porte l'inscription: tu enim stulta iudaea deum tuum non cognovisti lucentem mortalium mentibus sed et spinis coronasti orridum que fel miscuisti (« Puisque toi, Juif insensé, tu n'as pas reconnu ton Dieu, resplendissant dans l'esprit des hommes. Mais tu l'as couronné d'épines et tu as versé pour lui le fiel si amer »), une référence au scepticisme des Hébreux vis-à-vis de la révélation christique. |
| sibylle tiburtine    | Sibylle tiburtine ou Albunéa (italica) | Benvenuto di Giovanni (dessin)                                                        | 1483       | 1864-1865    | Dernière sibylle de la nef de gauche, elle a été mise en relation avec un paiement relevé par Pecci[Qui ?], 1752, adressé à Benvenuto di Giovanni et daté du 18 mai 1483 rémunérant le dessin d'un personnage identique. Elle a été restaurée entre 1864 et 1865. C'est une jeune femme élégante et élancée, dans la posture sculpturale typique de l'artiste . Elle est vêtue d'un riche brocard, avec des voiles voletant de part et d'autre et un couvre-chef pointu. Le mouvement des voiles est tempéré par la symétrie qui valorise la pose calme du personnage. Sur la plaque attachée à un angelot à droite, se trouve l'inscription suivante : nascetur christus in bethlehem. annunciabitur in nazareth regnante tauro pacifico fundatore quies. o felix mater cucius ubera illum lactabunt (« Le Christ est né à Bethléem et a été annoncé à Nazareth, sous le règne du taureau fondateur pour un repos pacifique. O, mère heureuse que celle dont les seins l'allaitent ». |

### Vaisseau central
L'espace situé sous les arcades du centre de la nef a sans doute été le premier à être décoré, peut-être d'abord en mosaïque puis par une marqueterie de marbre (opus sectile) qui s'étendit ensuite à tout le pavement de la cathédrale. Une fois posés les motifs composés de marbres de couleurs différentes, le contour des personnages était incisé, puis rempli de poix, afin de faire ressortir les détails.
Aucune des décorations aujourd'hui présentes n'est originale en raison de l'usure due au passage intensif dans la nef centrale. Cependant, les restaurations intervenues au cours des siècles ont été assez respectueuses, puisque la technique originale a été préservée dans le panneau retenu comme le plus ancien, la Louve siennoise entourée des symboles des cités alliées.
En dehors du personnage d'Hermès Trismégiste, apparenté à la série des sibylles, cet espace est occupé par des figures allégoriques, plutôt que par des représentations historiques ou narratives, soulignant l'importance du message véhiculé par cette partie centrale de l'édifice.
| IMG | Sujet                                                      | Auteur                                              | Année   | Restauration | Description |
| --- | ---------------------------------------------------------- | --------------------------------------------------- | ------- | ------------ | --- |
|     | Hermès Trismégiste                                         | Giovanni di Stefano (attr., dessin)                 | 1488    | ?            | La première scène, située face au portail central, où se trouve l'inscription castissimum virginis templum caste memento ingredi,(Souviens-toi pieusement que tu entres dans le très saint temple de la Vierge) représente Hermès Trismégiste, un savant égyptien considéré comme le dépositaire de toute la sagesse antique, et donc précurseur de la connaissance terrestre. Comme l'explique la plaque déposée à ses pieds, il était alors considéré comme ayant été un contemporain de Moïse hermis mercurius trismegistus contemporaneus moysi . Il est représenté en sage oriental, en train d'offrir, de la main droite, un livre à deux autres personnages, tandis que sa main gauche s'appuie sur une stèle soutenue par deux sphinx ailés. Ses deux visiteurs, venus lui rendre hommage, pourraient représenter les sages d'Orient et d'Occident. Sur la stèle, se trouve l'inscription deus omnium creator secum deum fecit visibilem et hunc fuit primum et solum quo oblectatus est et valde amavit proprium filium qui appellatur sanctum verbum « Dieu, créateur de toutes choses, fit un autre Dieu visible et celui-ci est le seul qui fit ses délices et qu’il aima, qui se nomme le Saint Verbe ». C'est une allusion à la Création, advenue par l'intermédiaire du Verbe. Sur les pages du livre, on déchiffre : suscipite o licteras et legis egiptii, en référence à l'Égypte, siège de l'antique sagesse, à laquelle font également allusion les deux sphinx. L'œuvre est datée de 1488. Elle est attribuée à Giovanni di Stefano, sur la base des analogies relevées avec la sibylle cimérienne.                                   |
|     | La Louve siennoise entourée des symboles des cités alliées | Inconnu (refait par Leopoldo Maccari)               | v. 1373 | 1864-1865    | Ce second sujet s'organise autour d'un vaste cercle représentant la Louve siennoise allaitant les jumeaux Senius et Aschius, et entourée des animaux totémiques de huit cités alliées : le cheval d'Arezzo, le lion de Florence, la panthère de Lucques, le lièvre de Pise, la licorne de Viterbe, la cigogne de Pérouse, l'éléphant de Rome et l'oie d'Orvieto. Il s'agit de symboles extrêmement anciens, parfois caducs et probablement choisis pour leur variété. Rome, par exemple, n'est pas représentée par sa Louve capitoline, trop proche de celle de Sienne (qui en descend directement). Dans les angles, se trouvent quatre autres tondi : le lion dressé de Massa Marittima, l'aigle de Volterra, le dragon de Pistoia et le griffon de Grosseto. À part Rome, les villes évoquées font partie du territoire idéal de la Tuscia, comprenant la Toscane, l'Ombrie et le haut Latium. Cet ensemble est l'unique panneau à mosaïque survivant. Il en reste des fragments très abîmés au Musée de la Fabrique de la Cathédrale. Il remonterait à 1373, ce qui serait compatible avec l'écriture gothique qui accompagne le dessin. L'auteur est inconnu et il a été refait en 1864-1865 par Leopoldo Maccari. |
|     | L'aigle impériale                                          | Inconnu                                             | v.1374  | après 1865   | Le motif est de caractère plus décoratif et représente une grande rosace de cathédrale composée de colonnettes et d'arcs d'ogives. Au centre trône l'aigle impériale, emblème du Saint-Empire romain, souvenir des loyautés gibelines de la ville de Sienne, signe aussi de la continuité historique avec le monde romain et de l'importance du pouvoir civil suprême au Moyen Âge. Du point de vue du style, bien que cette œuvre ait été totalement refaite au XIXe siècle, elle est datée d'une période immédiatement postérieure à La Louve. |

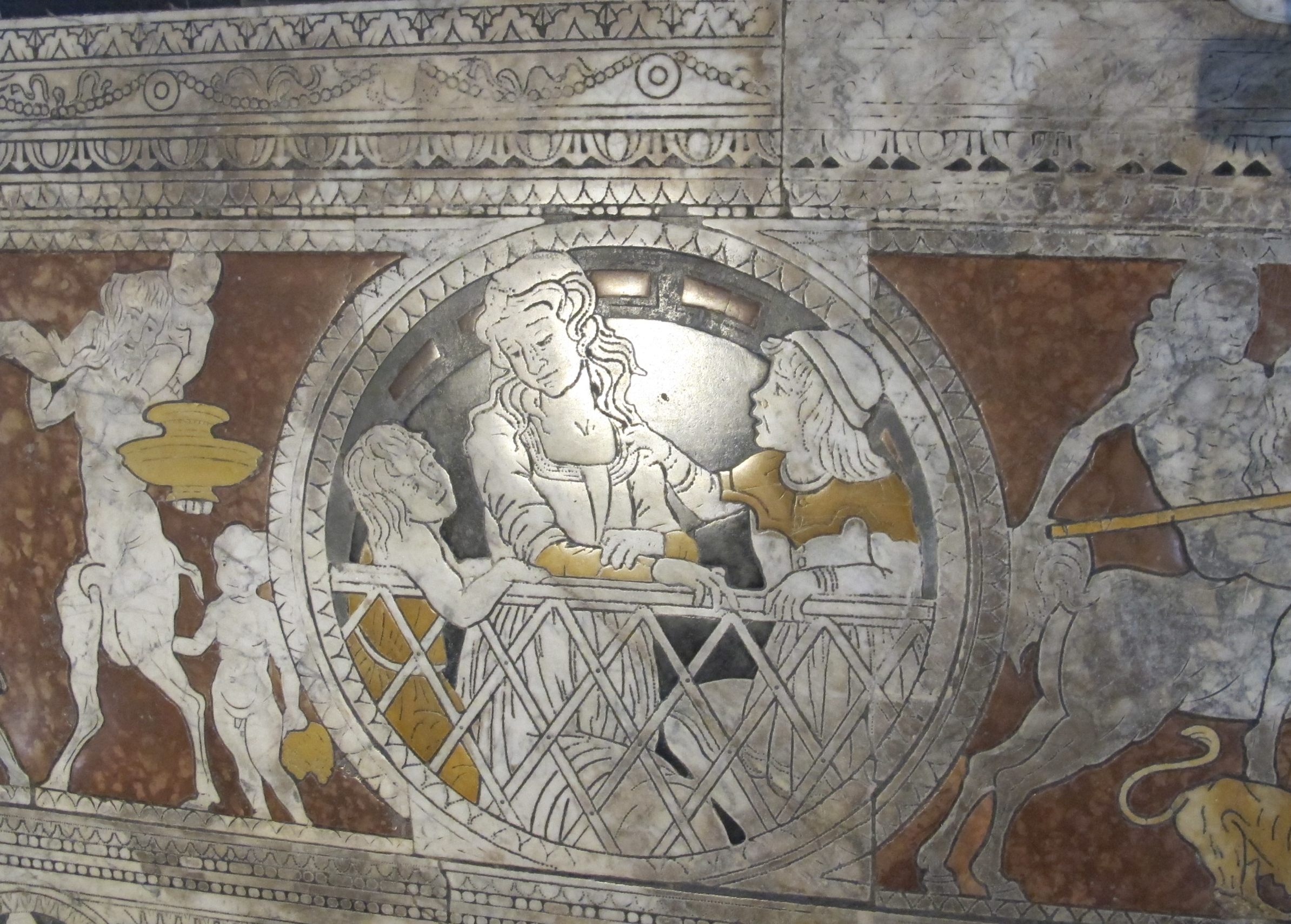
Détail du Massacre des Innocents

|     | Allégorie de la colline de la sagesse                      | Pinturicchio (dessin), Paolo Mannucci (réalisation) | 1505    | 1859         | Le recteur Alberto Aringhieri commanda la conception de cette scène, riche en personnages, à Pinturicchio en 1505, l'exécution étant réalisée par Paolo Mannucci. Pinturicchio, qui en fut payé le 13 ou le 15 mars de la même année, travaillait parallèlement à la décoration des Scènes de la vie de Pie II de la Libreria Piccolomini, aidé, semble-t-il, du jeune Raphaël. La composition est une allégorie complexe de la Fortune et de la Sagesse. La première est représentée sous les traits d'une femme nue, un pied appuyé sur une sphère, l'autre sur une barque (symbole d'inconstance) ; elle tient d'une main une corne d'abondance et tend de l'autre une voile gonflée par le vent au-dessus de sa tête, symbole de réussite. Son pied gauche est posé sur une barque au mat brisé, sur laquelle les Sages sont arrivés à la colline de la Sagesse, qui domine la scène. Par un chemin constellé de pierres, de plantes et d'animaux symbolisant les Vices, ils tentent d'en atteindre le sommet, où siège la Sagesse (ou le Repos), tenant à la main un livre et la palme de la victoire. À ses côtés, Socrate, à qui est destinée la palme (son suicide étant interprété comme un martyre) et Cratès, qui déverse dans la mer un panier plein de bijoux et de pièces de monnaie, renonçant ainsi aux bonheurs illusoires de la richesse matérielle. Tout autour, une mer agitée renforce le message allégorique : il est possible d'atteindre la vertu, mais avec beaucoup de peine ; message répété dans le panneau qui surmonte la Sagesse : huc properate viri: salebrosum scandite montem pulchra laboris erunt premia palma quies. |
|     | Roue de la Fortune                                         | Inconnu (refait par Leopoldo Maccari)               | 1372    | 1864-1865    | Le dernier panneau des allégories de la nef centrale représente la Roue de la Fortune que l'historien siennois Sigismondo Tizio rappelle avoir été exécutée en novembre 1372. La scène, sujette à une usure très importante, a été refaite au XVIIIe siècle (comme l'indique Faluschi) et à nouveau totalement remplacée en 1864-1865 par Leopoldo Maccari. Le sujet reprend un thème cher au Moyen Âge et souvent représenté sur les façades des églises. La roue symbolise les mésaventures de la vie humaine. Elle se présente ici comme un cercle soutenu par huit rayons en forme de colonnes et au sommet duquel trône un monarque. Trois personnages se tiennent embrassés à la roue, aux extrémités inférieures, droite et gauche. Le tout est encadré par une bordure composée de deux lignes blanches encadrant une ligne noire et délimitant un losange au centre et quatre hexagones dans les angles. C'est dans ces hexagones qu'apparaissent les portraits des philosophes antiques : Épictète, Aristote, Euripide et Sénèque. Chacun tient à la main un parchemin portant des inscriptions relatives à la Fortune. L'aspect actuel de cette roue doit beaucoup au purisme du XIXe siècle, mais son apparence originale devait être plus expressive, à rapprocher peut-être d'une représentation analogue de la main de Domenico di Niccolò dans le chœur de la chapelle du Palazzo Pubblico. Les personnages y sont représentés de manière plus satirique que moralisante, accompagnant le dicton qui exprime le caractère inconstant du destin : regno, regnabo, regnavi, sum sine regno.                                                  |

### Transept gauche
Dans la section transversale, l'inspiration n'est plus l'Antiquité ou le répertoire allégorique, mais des thèmes tirés de l'histoire des Hébreux, et donc de la période ayant suivi la révélation divine. Il s'agit de grandes scènes, tant par leurs dimensions que par leur richesse narrative et remplies, voire débordantes, de personnages.
Le traitement des épisodes bibliques renvoie à des particularités locales, un thème particulièrement cher au cœur des Siennois, et depuis toujours, comme le démontrent les fresques à sujets historiques du Palazzo Pubblico ou, par exemple, l'invocation à Marie sis causa Senis requiei (« garantit la paix à Sienne ») sur la Maestà de Duccio di Buoninsegna, autrefois sur le maître-autel de la cathédrale (it).
Sur une œuvre aussi importante que le pavement du Duomo, les références ne manquent donc pas aux rêves de grandeur et de puissance de Sienne, à l'époque l'État le plus puissant de Toscane, évoquant et magnifiant, à travers les batailles menées par les Hébreux, ses propres combats.
Le thème du Massacre des Innocents a probablement été choisi en raison de sa compatibilité avec les autres scènes, mais certains auteurs[Lesquels ?] ont noté qu'il illustrait aussi la fin glorieuse, mais traumatique, de l'indépendance de Sienne.
| IMG | Sujet                     | Auteur                                                                                      | Année     | Restauration | Description |
| --- | ------------------------- | ------------------------------------------------------------------------------------------- | --------- | ------------ | --- |
|     | La Fuite d'Hérode         | Benvenuto di Giovanni (dessin)                                                              | 1485      | 1869-1878    | La première scène est La fuite d'Hérode, grande scène qui fut payée en 1485 à Benvenuto di Giovanni (restaurée en 1869-1878), entourée d'une frise composée de lions affrontés, imaginée par Bastiano di Francesco en 1484. Le thème est tiré des Antiquités judaïques de Flavius Josèphe, dont le texte est cité sur le panneau porté par quatre putti, qui se détachent au centre d'un ciel noir. Le centre du panneau est occupé par une bataille rangée, un thème assez rarement traité dans la peinture siennoise. L'aperçu de la ville située à gauche rappelle Sienne et ses remparts. Le nid d'aigle attaqué par un serpent, qui figure au premier plan, semble un rappel des événements qui, en 1482, amenèrent la ville à se débarrasser du tyran Pandolfo Petrucci. |
|     | Le Massacre des Innocents | Matteo di Giovanni (dessin) Francesco di Niccolaio et Nanni di Piero di Nanni (réalisation) | 1481-1482 | 1790         | Au moment de la réalisation de cette partie du pavement, l'Italie était sous le choc des horreurs du sac d'Otrante et de sa destruction en 1480 par l'armée ottomane, au moment même où le duc de Calabre y était en visite. C'est lui qui la libéra des envahisseurs l'année suivante. De nombreuses personnes furent massacrées et la plupart des enfants furent vendus comme esclaves. Le choc fut tel que le pape Sixte IV attira l'attention des cités sur ce désastre, leur expliquant qu'aucune d'entre elles n'était plus en sûreté, et les supplia de mettre de côté leurs querelles pour se consacrer complètement à la lutte contre les Musulmans. La scène, réalisée en 1481 et payée l'année suivante, fut réalisée par Francesco di Niccolaio et Nanni di Piero di Nanni sur un dessin de Matteo di Giovanni, et restaurée en 1790 par Matteo Pini et Carlo Amidei. Cette scène mouvementée est située sous les arcades d'une galerie en fer à cheval, au fronton de laquelle se déroule une frise d'inspiration classique représentant des lutteurs. Des balcons circulaires permettent à quelques spectateurs d'assister au massacre comme à un divertissement. le roi Hérode est assis sur un splendide trône de marbre sculpté de style Renaissance, commandant aux soldats chargés du massacre. La technique est différente de celle utilisée dans la nef, avec l'utilisation d'une gamme plus importante de marbres capables de créer des effets de lumières et d'ombres, un procédé qui sera ensuite progressivement amélioré, jusqu'à atteindre son plein épanouissement avec les œuvres de Beccafumi. |
|     | Histoire de Judith        | Francesco di Giorgio Martini ou Urbano da Cortona (attr., dessin)                           | 1473      | 1790         | Ce panneau évoque également une scène de grande ampleur, entourée par une frise et attribuée à Urbain de Cortone (it) par la chronique de Sigismondo Tizio. Elle daterait de 1473. Des travaux plus récents, comme ceux d'Enzo Carli, penchent plutôt pour Francesco di Giorgio Martini, sur la base de certaines ressemblances, comme celles du personnage de Judith avec les nombreuses jeunes filles peintes par ailleurs par le maître siennois, ou pour la mise en scène idéalisée de la perspective de la ville. La scène, abondamment restaurée en 1790, par Carlo Amidei et Matteo Pini, raconte l'histoire de Judith de Béthulie. Pour sauver sa ville, elle assassine Holopherne, le chef des assaillants assyriens, après l'avoir enivré sous sa tente. Elle est représentée au moment où, accompagnée de sa servante, elle retourne vers la cité, portant la tête du tyran dans un panier. Du pied des murailles, la cavalerie des Hébreux s'élance vers le campement des ennemis laissés sans chef, pour engager le combat dont ils sortiront victorieux. Le panneau contient de nombreuses références classiques, surtout dans l'architecture, ornée de festons et de stèles figurant des profils dans le goût humaniste. |

### Transept droit
Dans le transept droit, le décor n'est pas lié majoritairement à l'histoire de l'Ancien Testament et présente des styles et des techniques variés. À côté de l'Histoire d'Absalon et de l'Histoire de Jephté, on y trouve, par exemple, une représentation originale de l'empereur Sigismond. La zone située devant à la chapelle du Vœu (Cappella del Voto, ou Cappella Chigi) montre des représentations allégoriques remontant à 1780 (et refaites quatre-vingt-dix ans plus tard). Cet espace, comme la partie gauche du transept, est divisé en trois bandes : la bande supérieure (divisée elle-même en deux), abrite Sigismond et la Mort d'Absalon ; la bande centrale correspond au Sacrifice de Jepthé, scène très complexe et foisonnante de personnages ; la bande inférieure est occupée par de petites allégories situées en face de la chapelle du Vœu, un lieu de prière très important pour les Siennois, ce qui peut expliquer que les dessins soient orienté vers cette chapelle, et non vers la nef, comme c'est le cas de tous les autres panneaux. À la hauteur de cette dernière bande, face à l'hexagone central, se trouve un motif triangulaire décoré de figures géométriques.
| IMG | Sujet                                   | Auteur                                                                                        | Année       | Restauration  | Description |
| --- | --------------------------------------- | --------------------------------------------------------------------------------------------- | ----------- | ------------- | --- |
|     | L'Empereur Sigismond et ses ministres   | Domenico di Bartolo                                                                           | 1434        | v. 1865 circa | En 1431, l'empereur Sigismond visite Sienne et ses citoyens espèrent vivement qu'ils prendra leur parti dans le conflit qui les oppose alors à Florence. C'est la raison pour laquelle ce personnage est placé entre deux scènes de guerre, comme le serait l'arbitre d'un conflit considéré comme inévitable. Sigismond est représenté assis sur un trône, sous un portique de goût Renaissance, avec une niche, une frise percée d'œils de bœuf, des colonnettes et des festons soutenus par des angelots exhibant des boucliers ornés des aigles impériales. Sur les marches qui mènent au trône, six personnages, assis ou debout, dont les vêtements permettent de distinguer des dignitaires de la cour, des militaires et des civils. Le panneau a été payé en 1434 à Domenico di Bartolo. Il constitue un témoignage intéressant sur les thèmes picturaux en vogue à la Renaissance en territoire siennois : la maîtrise de perspective frontale, par exemple, qui, à la même époque, n'était utilisée que sporadiquement, même à Florence. Ce panneau a été restauré dès 1485, puis, à nouveau, dans la seconde moitié du XIXe siècle. |
|     | La Mort d'Absalon                       | Piero del Minella (dessin)                                                                    | 1447        | ?             | Encadré par de petites arches trilobées de style gothique, ce panneau montre la punition infligée à Absalom, fils rebelle de David, dont les cheveux restèrent emmêlés dans les branchages d'un arbre, pendant qu'il s'enfuyait. La scène est d'ailleurs décrite par la légende qui court au bas du panneau : absalon vidi pender pe' capelli, poi che fedò la camera paterna, e tucto era 'nflizato di quadrelli. Deux groupes d'hommes d'armes, réunis par les fûts des lances qui transpercent le prince, entourent le personnage d'Absalom, suspendu par les cheveux. Le style se caractérise par la netteté de la composition, avec quelques tournures de style gothique, comme les contours vigoureux et la représentation stylisée de la nature, avec les feuilles des arbres dessinées une à une. C'est l'œuvre de Pietro del Minnella, capomastro du Duomo de Sienne (et associé également à celui d'Orvieto), qui la réalisa en 1447. |
|     | Sacrifice de Jephté                     | Neroccio di Bartolomeo de' Landi (dessin, attr.), Bastiano di Francesco di Sano (réalisation) | 1481-1485   |               | L'histoire de Jephté est narrée dans le Livre des Juges (11, 29-40). Elle est ici encadrée par une frise élégante composée de dauphins affrontés, de coquillages et de palmettes. L'arrière-plan représente un paysage amplement développé, dominé par des fortifications d'où émergent des constructions Renaissance, des montagnes et un campement militaire. Au premier plan, se déroule la bataille entre les troupes du juge hébreu Jephté et celles des Ammonites. À gauche, Jephté, sur son cheval, vêtu comme un empereur romain, donne des ordres à ses hommes, pendant que, près de lui, deux jeunes soldats devisent. Au second plan, Jephté rentre vainqueur dans la ville et croise sa fille, qu'il a promis à Dieu de sacrifier en échange d'une victoire. Dans le temple, se déroule la scène du sacrifice exigé par ce vœu. Le panneau fut payé de 1481 à 1485 au sculpteur Bastiano di Francesco di Sano, œuvrant sur des dessins de attribués à Urbano da Cortona ou à Neroccio di Bartolomeo de' Landi. Jusqu'en 1661, ce panneau était disposé devant la porte du Pardon.                                                   |
|     | Les Sept âges de l'Homme'               | Antonio Federighi                                                                             | 1475        | 1869-1878     | Face à la chapelle du Vœu, se trouvent trois panneaux, dont un rempli de figures géométriques entourant un lys. Suit un motif à six hexagones avec un losange au centre, le tout entouré d'une frise à dauphins affrontés. S'y trouve la représentation des Sept âges de l'Homme : Naissance, Enfance, Adolescence, Jeunesse, Virilité et Vieillesse et, dans le losange central : Décrépitude. Chaque état est représenté par un personnage masculin en pied et un motif floral, la Décrépitude mise à part, qui s'achemine, avec ses béquilles, vers une tombe ouverte. Derrière chaque personnage se trouve une inscription en lettres capitales qui indique son état. Ce travail a été totalement repris en 1869-1878 par Leopoldo Maccari et Giuseppe Radicchi, remplaçant les originaux imaginés par Antonio Federighi qui se trouvent aujourd'hui au musée de la Fabrique du Duomo. Pour le traitement final (à la poix) de cette scène, Federighi a été payé en date du 24 avril 1475. |
|     | La Religion et Trois Vertus théologales | Alessandro Franchi                                                                            | 1870 (1780) |               | L'espace mitoyen de l'entrée de la chapelle du Vœu n'a été décoré qu'au XVIIIe siècle . On ignore comment il était traité au XVe siècle. Y sont représentées La Religion et les Trois Vertus théologales, travail totalement refait en 1870 à partir de celui réalisé, sur le même thème et avec un succès critique mitigé, par Carlo Amidei et Matteo Pino en 1780. Les cartons de la nouvelle version furent fournis par le peintre puriste Alessandro Franchi. La Religion porte un habit sacerdotal et déploie ses ailes, portant le bâton pastoral et les clés du Royaume, dans un décor d'église. Son visage est voilé, pour illustrer le caractère impénétrable des volontés divines. Les trois Vertus sont la Foi, la Charité et l'Espérance. Cette dernière est assise sur un siège de style Renaissance contre lequel est appuyée une ancre. |

### Hexagone central

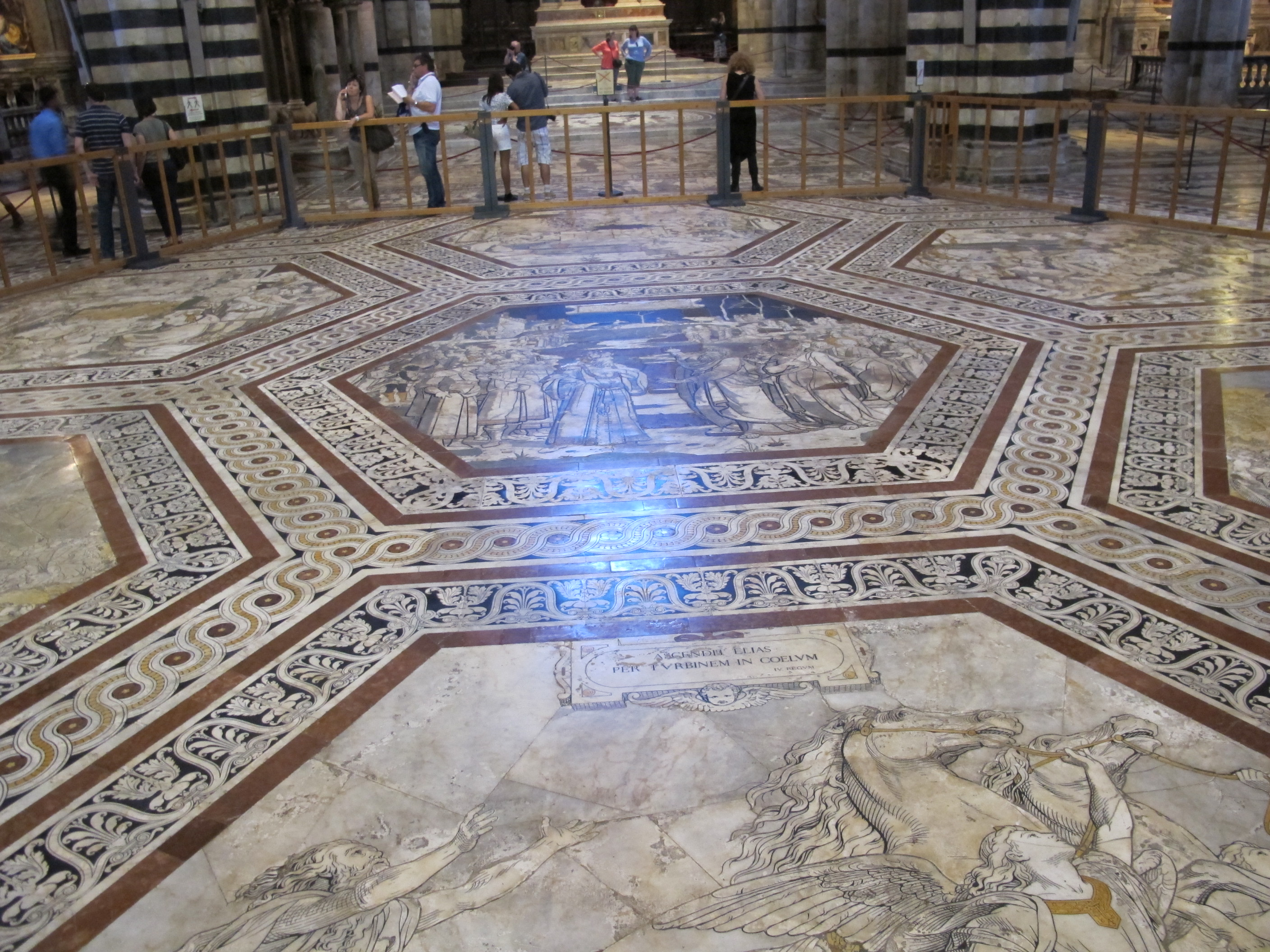
L'hexagone central

Le grand espace hexagonal situé sous la coupole, est occupé par six hexagones auquel vient s'ajouter un septième, au centre. Pour compléter le motif, il a été nécessaire d'ajouter, dans les angles vacants, six losanges orientés de manière variable. Chaque panneau est encadré par une élégante frise en spirale avec des motifs végétaux, et d'une tresse conçue par Beccafumi. La lecture de cet élément ne suit pas un sens prédéterminé. Il est possible de commencer par le triomphe du prophète Élie sur les prêtres de Baal, protégés par le roi Achab (Rois, 1-40). Dans ce cas, la lecture débute par le losange le plus à droite (Élie nourri par un corbeau au désert) et continue, dans le sens contraire des aiguilles d'une montre, avec les losanges inférieurs : Rencontre avec la veuve, Résurrection de son fils pour reprendre avec les losanges supérieurs (toujours dans le même sens) Élie envoie Obadia parler au roi Achab et Arrivée du messager chez Achab pour déboucher sur l'hexagone central Pacte entre Élie et Achab. On entre dans le vif du sujet avec le défi entre Élie et les prêtres de Baal, Élie oint Jéhu, roi d'Israël, Élie prédit la mort d'Achab, Achab blessé à mort au combat, Élie ravi par le char de feu.
L'histoire de ce décor est complexe : il se situe à l'emplacement de l'ancien autel principal de la cathédrale, déplacé au XIVe siècle puis refait par Baldassarre Peruzzi (1532). Le 15 mars 1375, cette zone du pavement devait déjà être occupée par une Parabole de la poutre, une Parabole des deux aveugles de Antonio Federighi (1459) et une Obole de la veuve de Domenico di Niccolò (it) (1433). L'usure de ces éléments conduisit à leur remplacement en 1878, date à laquelle fut prise la décision de compléter l'histoire d’Élie, initiée par Beccafumi dans d'autres parties de l'hexagone. Alessandro Franchi, fut chargé de ce travail et restaura également des éléments de l'histoire du prophète réalisés par un élève de Beccafumi, Giovan Battista Sozzi (1562).
La première intervention de Beccafumi sur le pavement de la cathédrale remonte à 1519 avec l'histoire d’Élie. S'y retrouve l'influence de Raphaël, avec des compositions qui rappellent les tapisseries réalisés pour Léon X dans la chapelle Sixtine, et de Michel-Ange pour le mouvement des personnages qui paraissent inspirés de la voûte de la même chapelle. Elle seraient donc postérieure au second séjour de l'artiste à Rome.
Si le travail de Beccafumi a été unanimement, et de tout temps, encensé par la critique, celui d'Alessandro Franchi commence à recevoir l'attention qu'il mérite, pour la qualité de la composition et du dessin, et pour la capacité à s'insérer sans rupture dans un ensemble décoratif remontant à la Renaissance.
| IMG | Sujet                                         | Auteur                      | Année     | Description |
| --- | --------------------------------------------- | --------------------------- | --------- | --- |
|     | Elie nourri par les corbeaux au désert        | Alessandro Franchi (dessin) | 1878      | L'histoire débute avec la scène où Élie, au désert, est nourri par des corbeaux qui lui apportent du pain, pendant l'exil ordonné par Dieu (Rois, 17, 6). La scène se déroule dans une période famine faisant suite à une sécheresse décidée par Dieu, afin de punir son peuple de l'avoir abandonné pour se consacrer au culte de Baal. Élie reste alors le seul prêtre fidèle à Dieu, face aux 450 serviteurs de Baal. Dessinée par Franchi, la scène est dépeinte avec une objectivité distanciée et synthétique typique du purisme. |
|     | Elie rencontre la veuve dans un bois          | Alessandro Franchi (dessin) | 1878      | En allant à Sarepta, Élie rencontre une veuve qui le conduit à sa maison, où le prophète réalise un miracle en multipliant les aliments (Rois, 17, 10). Composition simple et efficace de Franchi, située dans un paysage de plaine rase, les deux protagonistes figés dans des poses qui s'équilibrent. |
|     | Elie ressuscite le fils de la veuve           | Alessandro Franchi (dessin) | 1878      | Après la mort du fils de la veuve, victime d'une maladie, Élie le ressuscite pour montrer le pouvoir de Dieu. Le prophète est représenté, conformément au texte biblique, pendant qu'il se couche sur le garçon en évoquant l’Éternel (Rois, 17, 21). Dessinée par Alessandro Franchi, la composition de la scène est une interprétation sobre de la tragédie, dans la chambre dépouillée qui forme un cadre adapté à la pose intense et contenue du prophète en prière. |
|     | Élie ordonne à Obadia d'avertir Achab         | Domenico Beccafumi (dessin) | 1519-1524 | Alors qu'il inspecte le pays à la recherche de fourrages pour alimenter le bétail, Obadia, majordome du roi Achab, rencontre Élie (Rois, 18, 7). Le prophète lui ordonne d'avertir le roi de son arrivée prochaine. Cette scène, comme la suivante, est l'œuvre de Beccafumi. Elles sont caractérisées par un fond de marbre de noir, qui a évoqué à Cecchini[Qui ?] le travail de l'élève Giovanni Battista Sozzini ; il est cependant plus probable que cette particularité soit due à la petite taille des losanges et à un souci à faire ressortir les personnages dans ce cadre réduit. |
|     | Obadia porte à Achab le message d'Elie        | Domenico Beccafumi (dessin) | 1519-1524 | Obadia apporte le message d’Élie à Achab, l'invitant à aller à la rencontre du prophète à l'endroit convenu (Rois, 18, 16). Cette scène est l'œuvre de Beccafumi. Avec la précédente, elles constituent les seuls losanges originaux (XVIe siècle) de l'hexagone central. |
|     | Pacte entre Elie et Achab                     | Domenico Beccafumi (dessin) | 1524      | L'hexagone central représente Achab (à gauche) et Élie (à droite), suivis chacun d'un cortège de personnages. Les personnages sont élancés, élégamment vêtus, le roi portant turban et une robe aux manches larges, garnies de fourrure. Élie désigne une colline sur laquelle se dresse un arbre mort, victime de la sécheresse et vers lequel sont conduits deux bœufs qui vont être sacrifiés. L'un des deux sera offert à Baal par ses prêtres, et l'autre à Dieu par Élie, afin que le roi puisse voir, en présence de tout son peuple, lequel des deux cultes est véridique (Rois, 18, 17-19). Au fond, surgissent les remparts de la ville. Cet hexagone est le dernier à avoir été réalisé par Beccafumi, et il lui a été payé le 18 juin 1524. L'artiste a repris les codes utilisés dans les scènes datant du XVe siècle, avec un ciel de marbre noir. |
|     | Sacrifice des prêtres de Baal                 | Domenico Beccafumi (dessin) | 1519-1524 | Les deux hexagones qui suivent montrent les deux sacrifices : celui adressé à Baal, qu’Élie laisse les prêtres réaliser les premiers, est rendu impossible par le feu qui refuse de prendre. Les prêtres gesticulent autour de l'autel, incapables de faire leur offrande, allant jusqu'à se blesser pour émouvoir leur divinité, pendant qu’Élie, dans une attitude sculpturale, étend le bras comme pour les moquer, montrant au peuple l'inutilité du culte païen (Rois, 18, 25-29). Ce panneau est réalisé à partir d'un dessin de Beccafumi. |
|     | Sacrifice d'Elie                              | Domenico Beccafumi (dessin) | 1519-1524 | Le sacrifice préparé par Élie a un tout autre résultat : les flammes divines, pleuvant du ciel, allument le bûcher, bien que celui-ci soit trempé et fait de bois vert. L'événement miraculeux saisit de stupeur les spectateurs (Rois, 18, 30-39). Élie est représenté agenouillé à gauche, tandis que, du côté opposé, les prêtres de Baal regardent, incrédules, comme le suggère le personnage penché sur les marches au premier plan, qui renverse l'amphore dont l'eau a trempé le bois. La scène est basée sur un dessin de Beccafumi et se distingue par sa richesse et la variété des personnages et des poses, dans une composition d'harmonie symétrique de style Raphaëlite. |

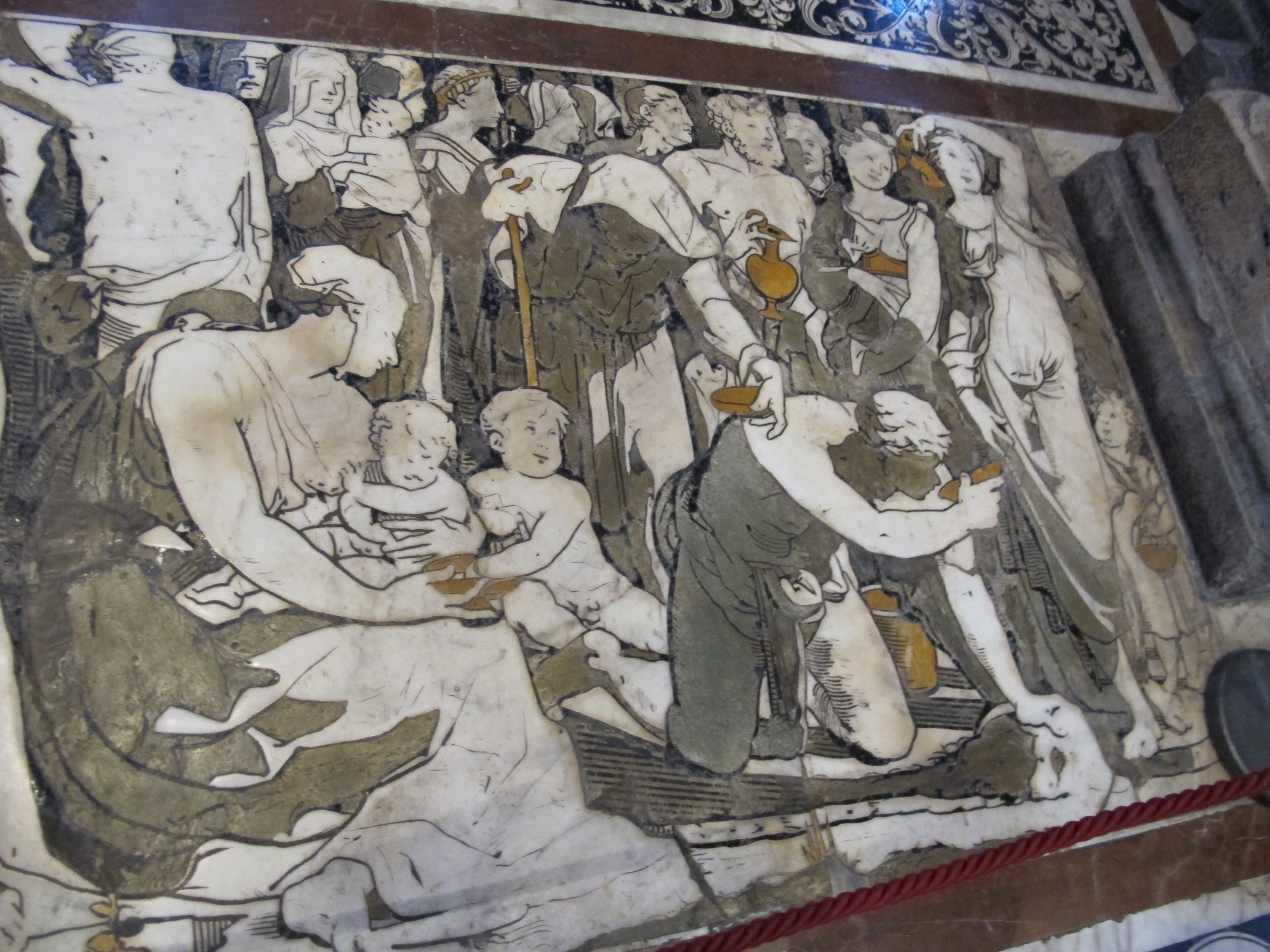
Beccafumi, Moïse fait jaillir l'eau du rocher de Horeb, détail

|     | Massacre des prêtres de Baal                  | Domenico Beccafumi (dessin) | 1519-1524 | Élie ordonne au peuple de massacrer tous les prêtres de Baal. Le massacre se déroule au premier plan, avec des épées, des bâtons et des pierres. Au second plan, Élie montre au roi Achab à quel point Dieu apprécie la fin de l'idolâtrie, qui envoie, après la sécheresse, un nuage porteur de pluie (I R, 18, 40-45). La fin du fléau est marquée par l'arbre au centre de la scène, maintenant en feuilles (il était sec dans la scène du Pacte). Le dessin de Beccafumi se distingue par l'équilibre de la composition et par l'orchestration élégante de l'action. |
|     | Elie oint Jéhu, roi d'Israël                  | Alessandro Franchi (dessin) | 1878      | Elie, pour échapper à la vengeance de Jézabel, s'enfuit à nouveau au désert, que Dieu lui choisit dans les environs de Damas. Élie y rencontre Jéhu, destiné à devenir le nouveau roi d'Israël. Élie l'oint, comme le lui a demandé son Seigneur (IRois, 19, 15-16). La scène est bâtie sur un dessin extrêmement simple de Alessandro Franchi. Élie, au nom de Dieu, vers lequel il lève la main gauche, bénit avec l'huile le jeune homme agenouillé humblement à ses pieds. |
|     | Elie prédit la mort d'Achab                   | Alessandro Franchi (dessin) | 1878      | Entré en guerre, le roi Achab remporte quelques victoires. Il commet cependant un crime en assassinant Naboth, un homme qui cultivait une vigne située à côté du palais royal, dans le dessein de se l'approprier. Élie lui prédit une mort imminente. La scène montre le roi prosterné aux pieds du prophète (Rois, 21, 21-22). Cette scène, la plus chargée d'émotion parmi celles exécutée par Franchi, est bien dans son style, avec des marbres blancs, des bleus et de jaunes, soulignés par les incisions remplies de poix selon la technique traditionnelle. |
|     | Achab blessé mortellement pendant la bataille | Alessandro Franchi (dessin) | 1878      | Cet hexagone illustre la réalisation de la prophétie d’Élie : Achab, qui cherchait à se mêler à ses soldats, est quand même touché, à travers sa cotte de mailles, par une flèche tirée au hasard. Ayant demandé au conducteur de son char de le tirer hors de la mêlée, il est représenté à l'écart du champ de bataille, qu'il contemple d'un regard navré. Le texte sacré décrit la suite : « le roi fut contraint de rester sur son char face aux Syriens, et il mourut sur le soir ; le sang de sa blessure avait coulé au fond du char » (Rois, 22, 35-38); de fait l'artiste a représenté des chiens lapant le sang répandu. Cette scène est également de la main de Franchi, qui l'a traitée de manière équilibrée, en évitant d'exagérer le pathétique qu'aurait pu inspirer le thème.                                                                  |
|     | Élie ravi au ciel sur un char de feu          | Alessandro Franchi (dessin) | 1878      | L'histoire d’Élie se conclut par son ravissement au ciel sur un char de feu (Rois, 2, 11). Sur cette scène, comme sur toutes celles qui sont traitées dans les hexagones, un panneau situé en haut reprend le texte biblique pour expliquer les événements décrits. Le char s'élève au milieu des flammes, tiré vers le ciel par deux chevaux fougueux guidés par des anges. Le prophète tend les bras, entre surprise et désir de découvrir l'essence divine. |

### Histoire de Moïse

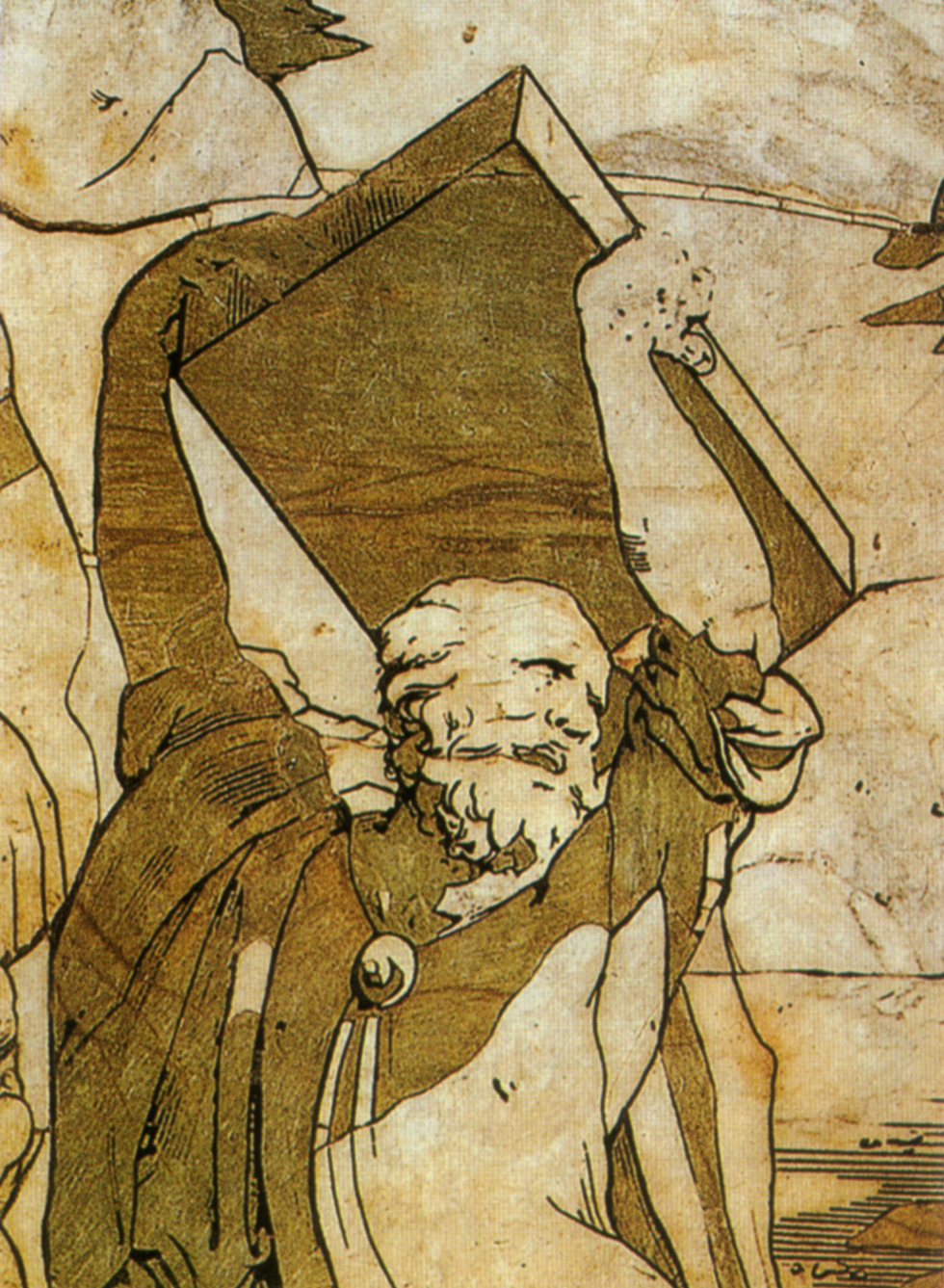
Moïse brisant les Tables de la Loi, détail

Le grand panneau situé au-dessus de l'hexagone central, placé entre la Fuite d'Hérode (à gauche) et L'Empereur Sigismond (à droite), représente l'Histoire de Moïse, œuvre de Domenico Beccafumi, qui y travailla de 1525 à 1547.
Sous le panneau principal, au sein duquel sont représentées plusieurs scènes sans solution de continuité, se trouve une bande longue et étroite, où est représenté Moïse faisant jaillir l'eau du rocher de Horeb. L'œuvre de Beccafumi, correspondant à sa période de pleine maturité, n'est qu'un des projets que l'artiste développait en ville à la même époque, comme, par exemple et pour rester sur le plan de l'art religieux, les fresques de l'abside de la cathédrale, datant de 1798 et qui ont été depuis repeintes ou remplacées.
Cette œuvre de Beccafumi ainsi que celles qui entourent le maître-autel, se distingue de celles qu'il a réalisées ailleurs, comme celles de l'hexagone central, par le choix de ne plus traiter les ombres par des hachures, mais par l'insertion de marbres de tonalités différentes pour obtenir un effet très expressif et très plastique, augmentant les possibilités d'obtenir des effets de lumière, d'ombres et, finalement, de volume.
Ces scènes ont suscité les éloges dithyrambiques des auteurs et des critiques du XVIIe, XVIIIe et des débuts du XIXe siècle. La frise qui les entoure est également du même artiste.
| IMG | Sujet                                       | Auteur                      | Année     | Description |
| --- | ------------------------------------------- | --------------------------- | --------- | --- |
|     | Histoire de Moïse sur le Sinaï              | Domenico Beccafumi (dessin) | 1531      | L'histoire est découpée en six épisodes intégrés dans une même grande scène. Pour ce travail, Beccafumi a été payé 120 écus, le 30 août 1531, après une expertise conduite par Baldassarre Peruzzi. En haut au centre, sur un rocher qui représente le Mont Sinaï, Moïse agenouillé reçoit les Tables de la Loi descendues d'une ouverture qui s'ouvre dans le ciel. En bas, toujours au centre, il les soulève au-dessus de sa tête avant de les fracasser sur le sol. Entretemps, en effet, le peuple d'Israël lui a désobéi : en haut à gauches, les Anciens tentent de convaincre Aaron, qui montre du doigt le sommet de la montagne, de donner au peuple une nouvelle divinité. C'est ce qui se passe dans le bas du panneau, où les Israélites déversent or et bijoux sur un brasier, afin de couler le veau d'or, que l'on découvre à droite. Le peuple l'adore, ce qui met Moïse, qui vient de redescendre du Sinaï après y avoir eu la révélation divine, en fureur. En haut, les pêcheurs sont punis de la peste et trépassent dans les spasmes (Exode, 32, 27-28). Du point de vue du style, la critique a loué l'ampleur de ce travail, chef-d'œuvre de la marqueterie de marbre, particulièrement dans le ciel, où l'on voit les nuages s'enrouler autour de l'ouverture circulaire d'où descendent les Tables de la Loi. Le paysage est dépouillé et réduit à l'essentiel, traité avec beaucoup de lyrisme. Les personnages sont traités de manière classique, sur un mode proche de Raphaël, comme dans la scène (plus ancienne) du Rocher de Horeb. Ici, cependant, la tension dramatique apparaît plus forte, comme dans le corps de Moïse, au centre de la scène, saisi en plein mouvement : son geste mythique est exalté par une tension et une énergie suspendue qui rappellent les créations de Michel-Ange. |
|     | Moïse fait jaillir l'eau du rocher de Horeb | Domenico Beccafumi (dessin) | 1524-1525 | Ce panneau occupe une bande longue et étroite à la base du cadre principal, au-dessus du côté supérieur de l'hexagone central. Elle montre une scène riche en personnages, représentant un épisode du Livre de l'Exode (17, 1-7), avec les différentes parties du peuple d'Israël réunies en deux demi-cercles qui se rejoignent au centre, où Moïse frappe un rocher de son bâton et en fait jaillir de l'eau. Les personnages sont représentés dans les poses les plus variées, contrastant avec l'immobilité solennelle et monumentale de Moïse, au centre du panneau. |

Les cartons originaux de ce cycle ont été conservés et ils sont exposés à la Pinacothèque nationale de Sienne (legs Spannocchi).

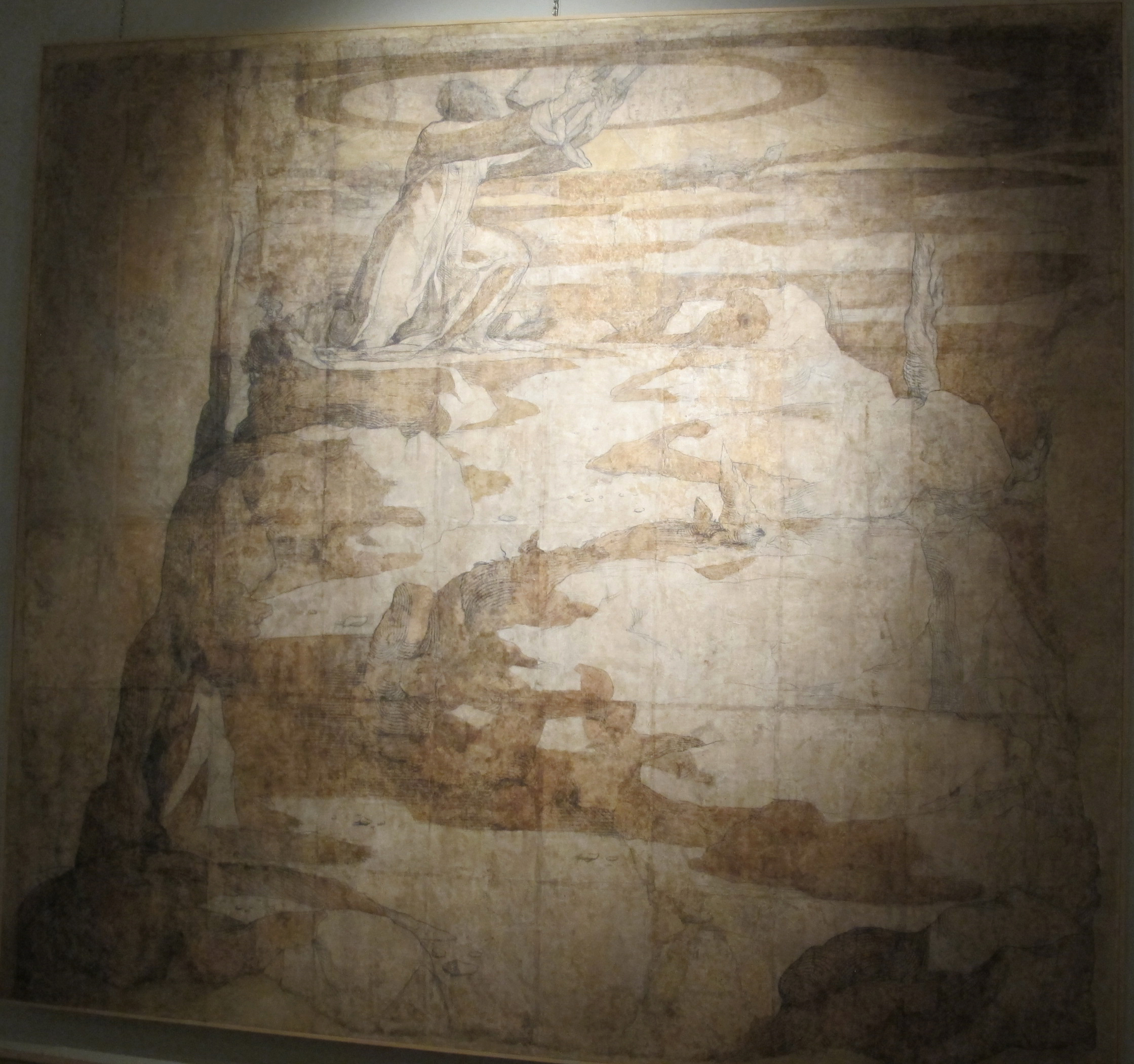
Moïse reçoit les tables de la Loi, carton original de Beccafumi
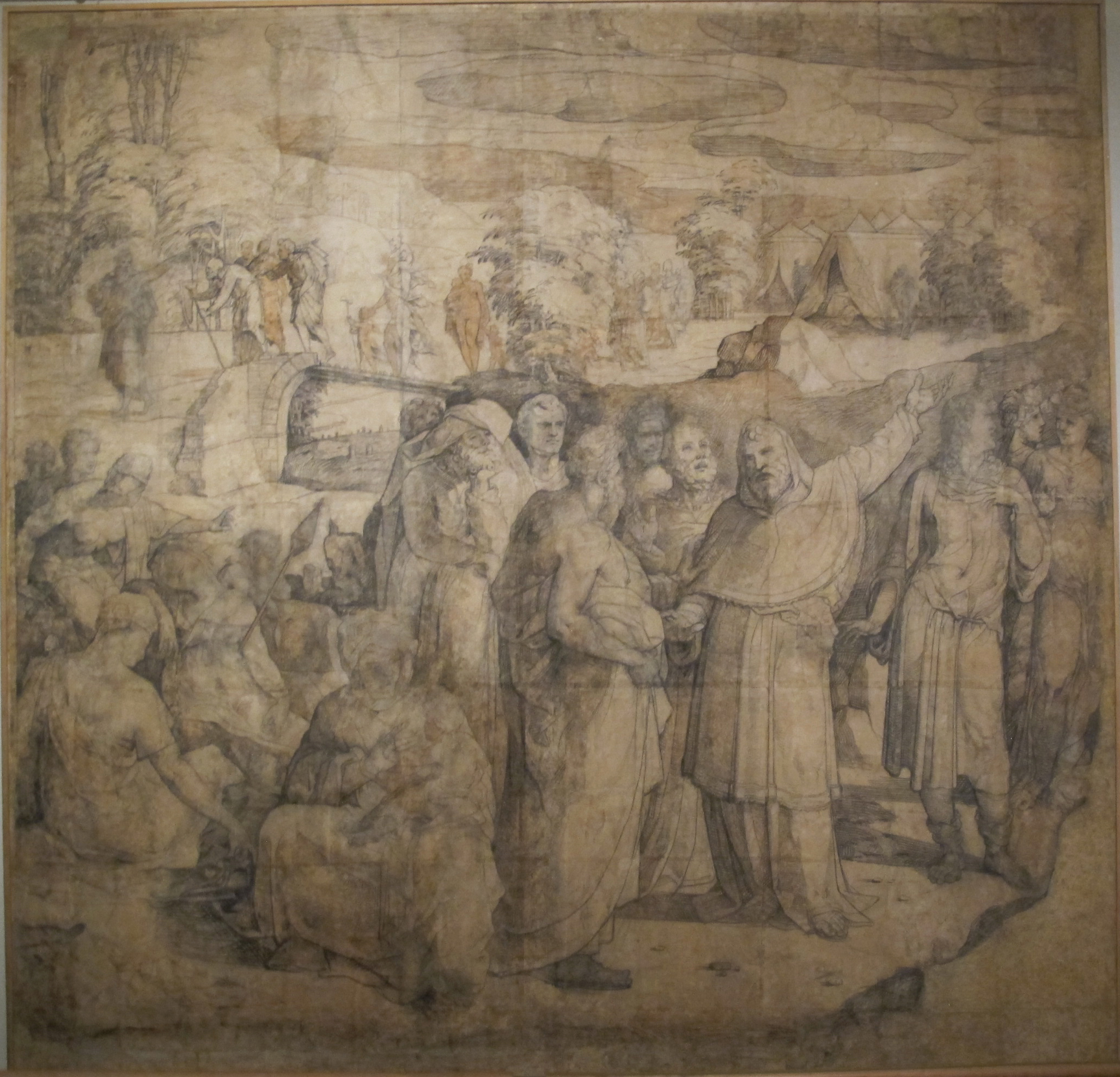
Aaron et les Israëlites, carton original de Beccafumi
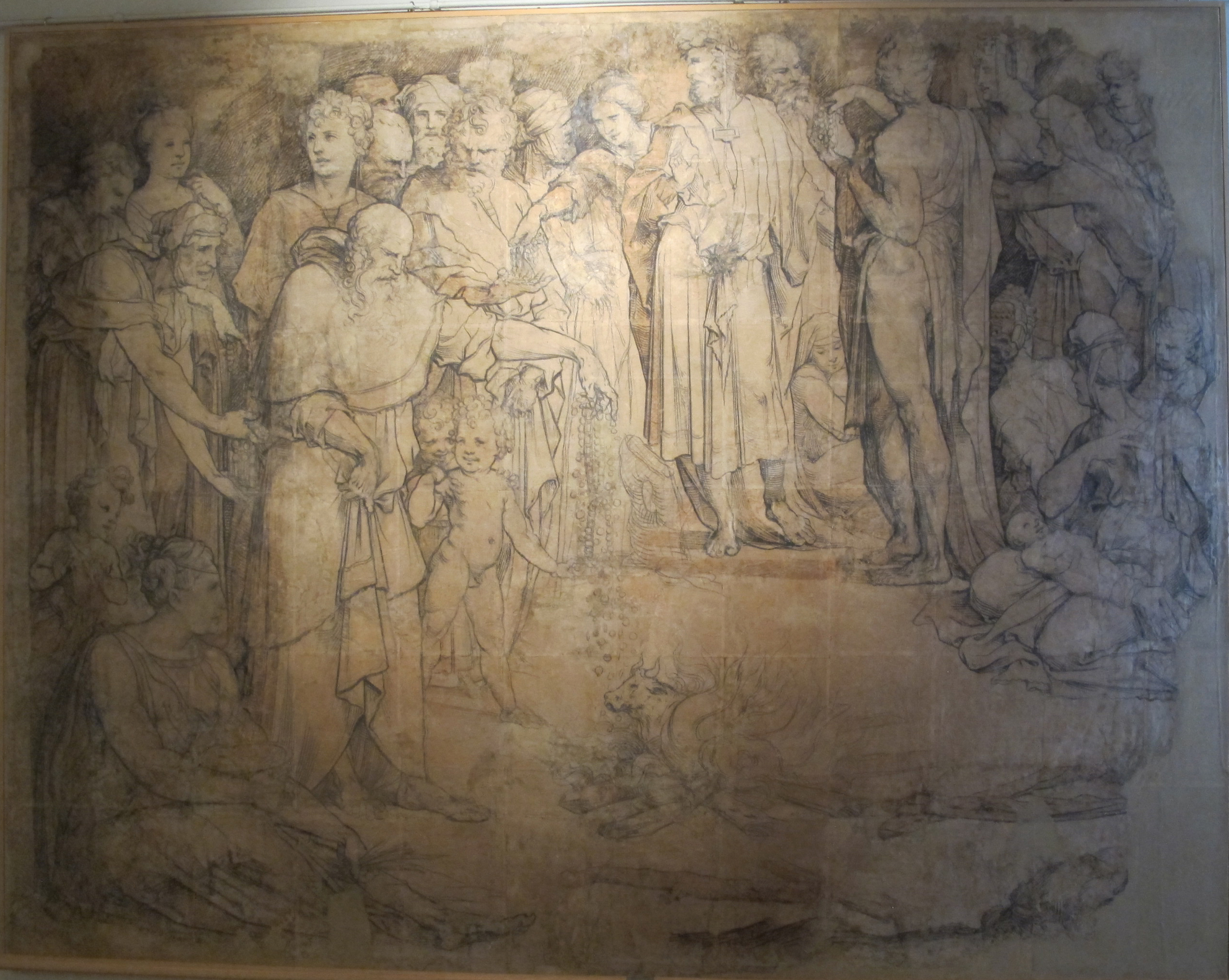
La fonte du veau d'or, carton original de Beccafumi
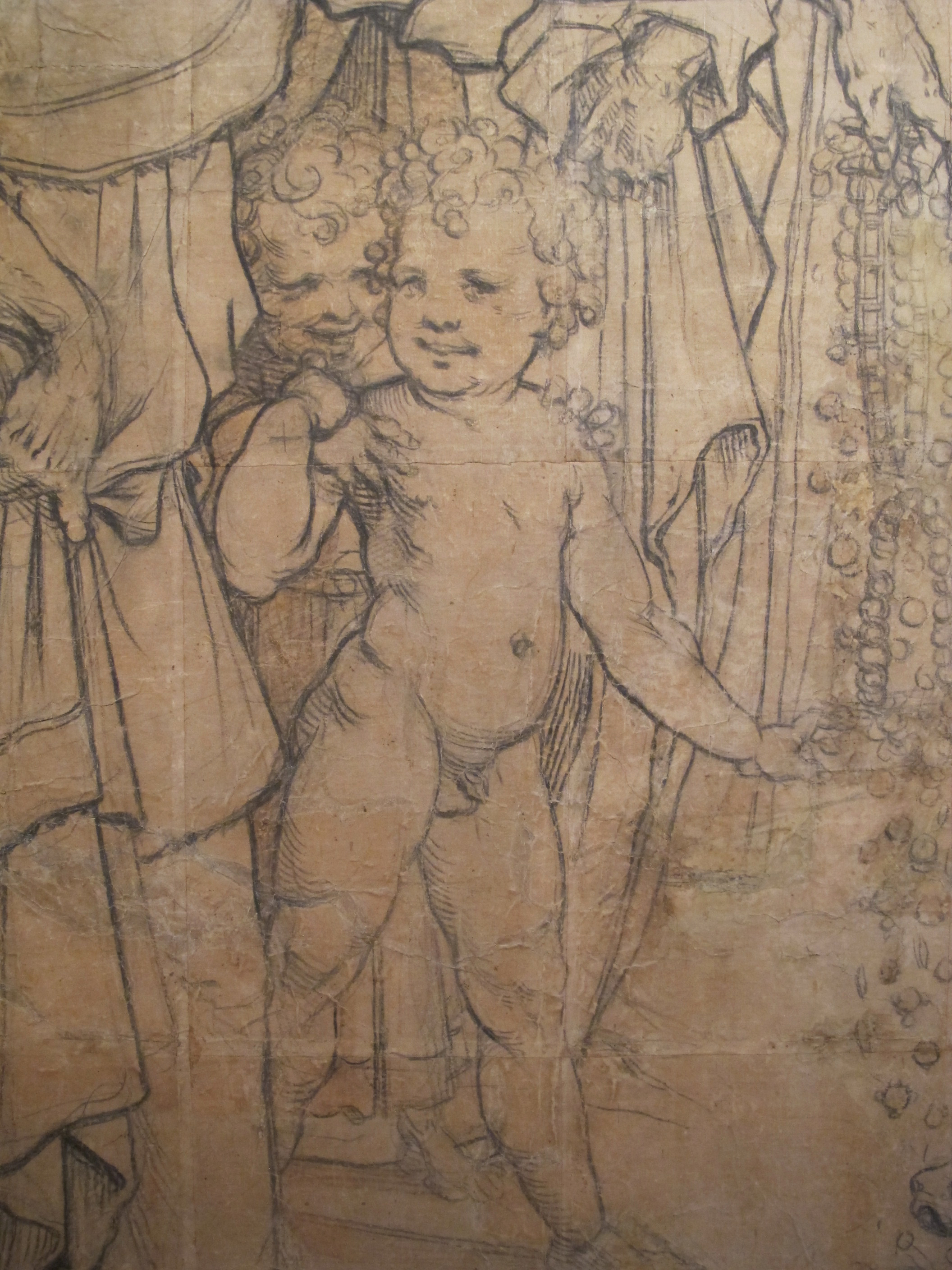
Destruction du veau d'or, carton original, détail
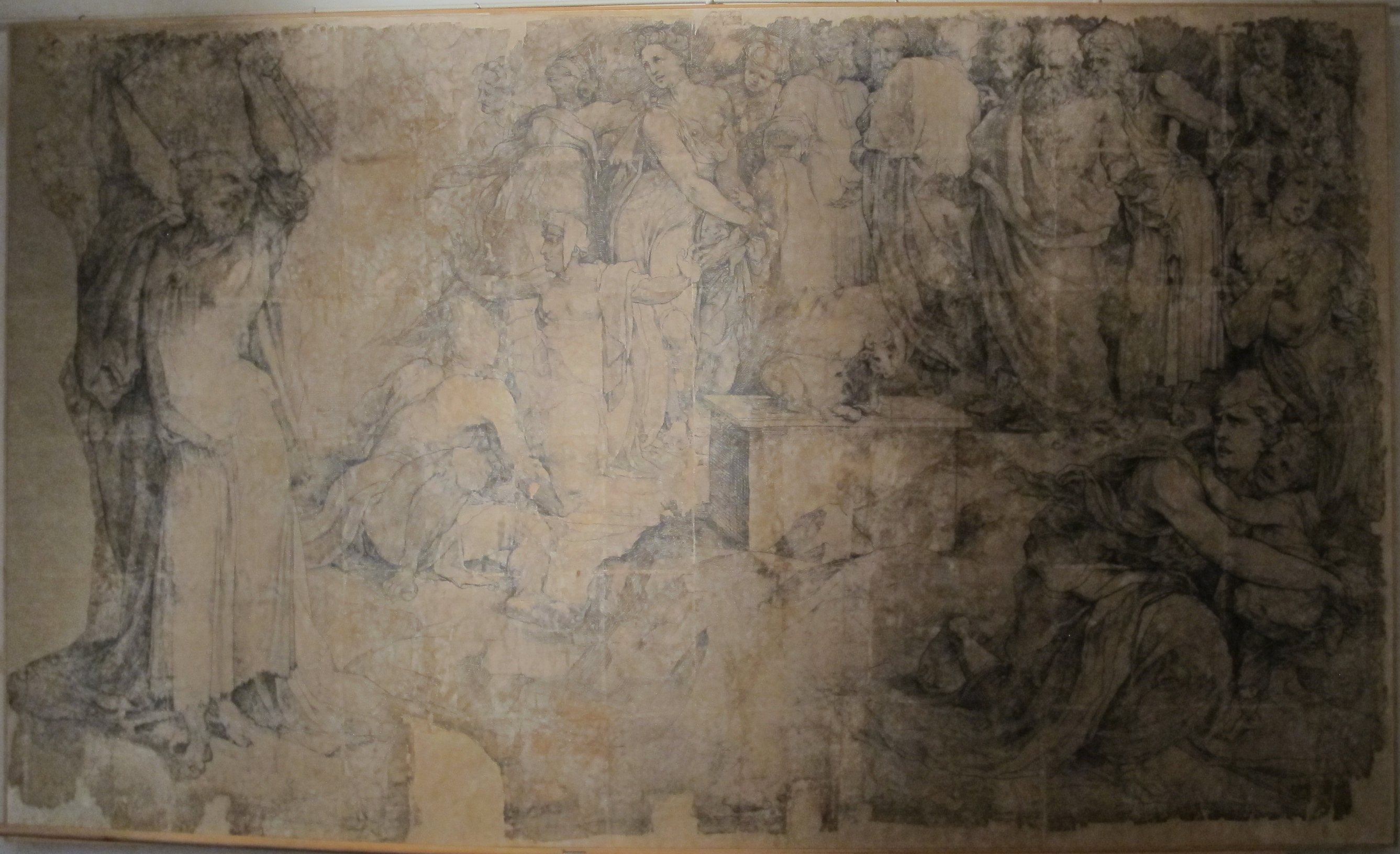
Le Veau d'or, carton original de Beccafumi
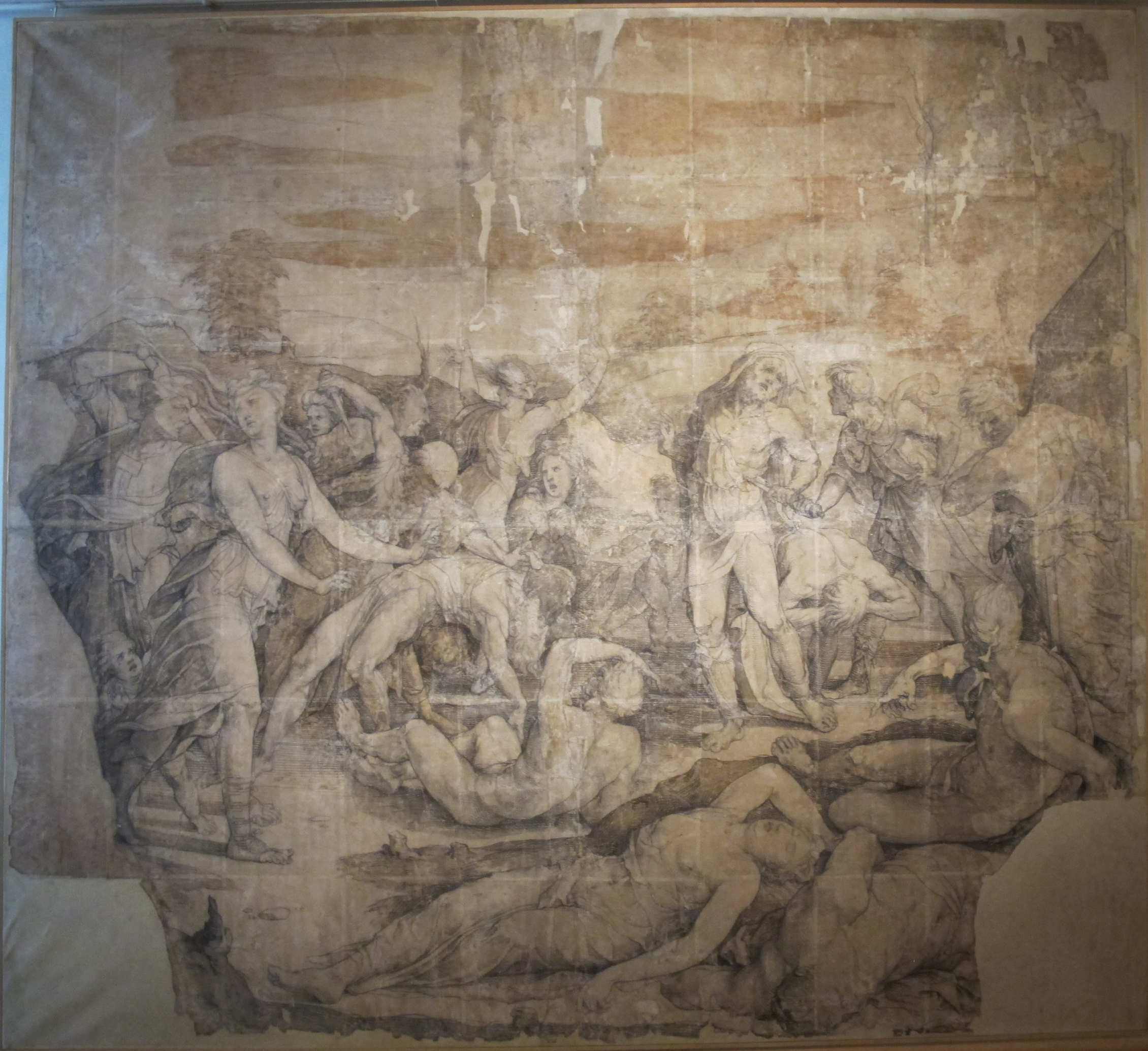
Punition des Israëlites, carton original de Beccafumi

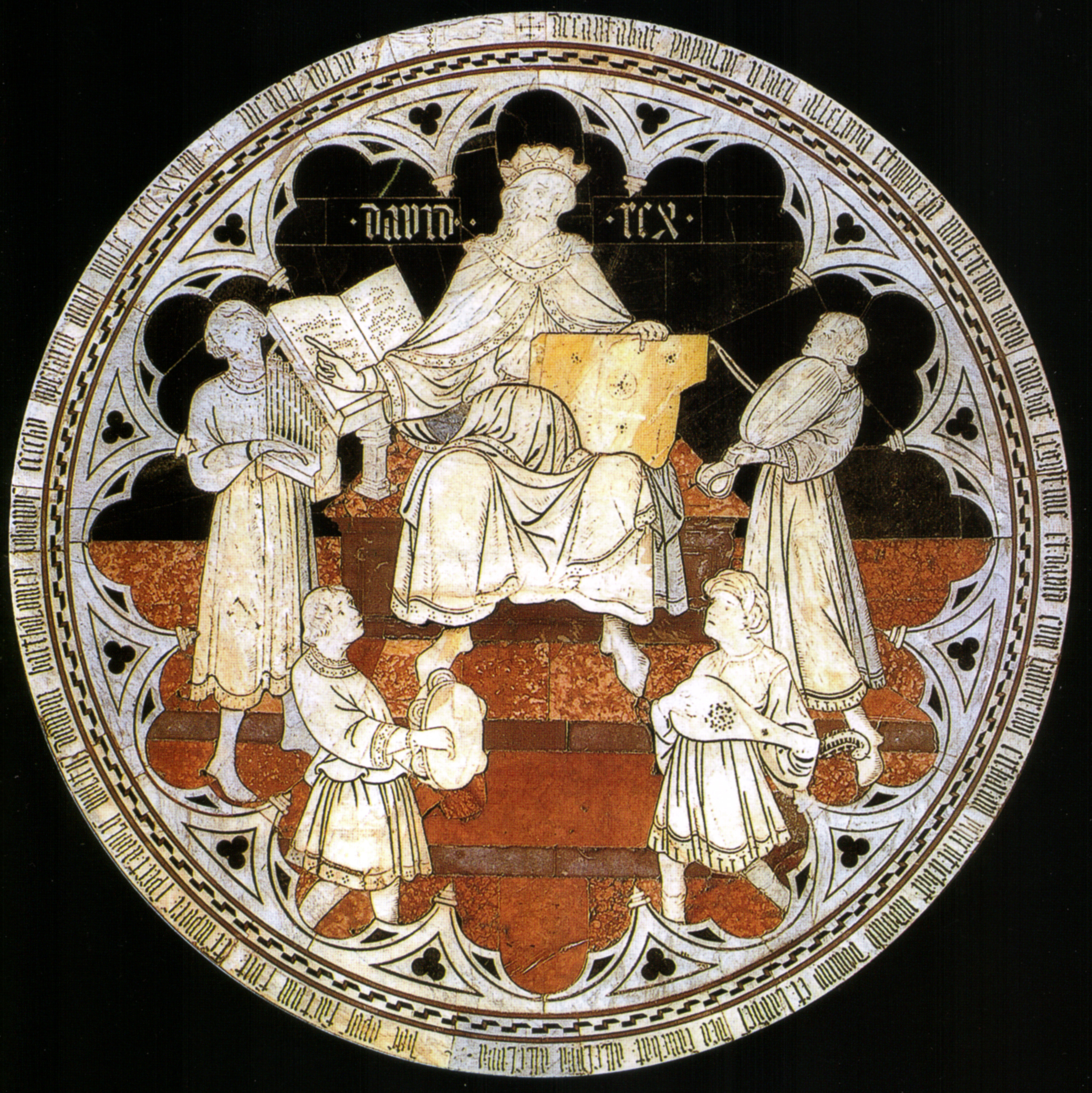
David psalmiste.

### Première rangée du chœur
Face au maître-autel, à la hauteur des chapelles de Sant'Ansano et du Très Saint Sacrement, se trouve une rangée surélevée par une marche. On y découvre trois compositions principales, séparées par quatre personnages de prophètes. Il s'agit de scènes tirées de l'Ancien Testament, difficiles à déchiffrer, en raison de l'état d'usure des marbres, situés dans une zone vouée à un usage intense durant les célébrations liturgiques .

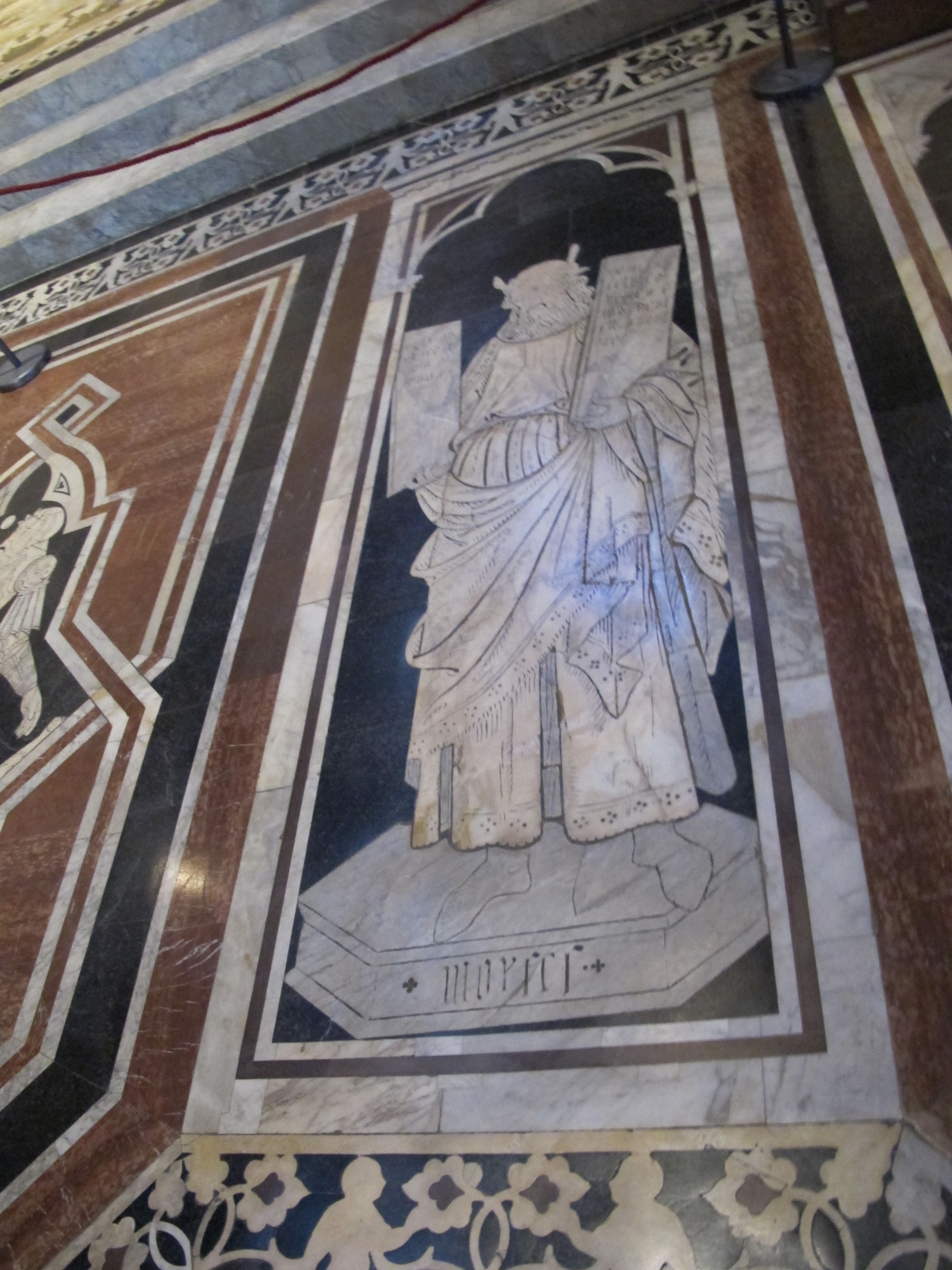
Moïse
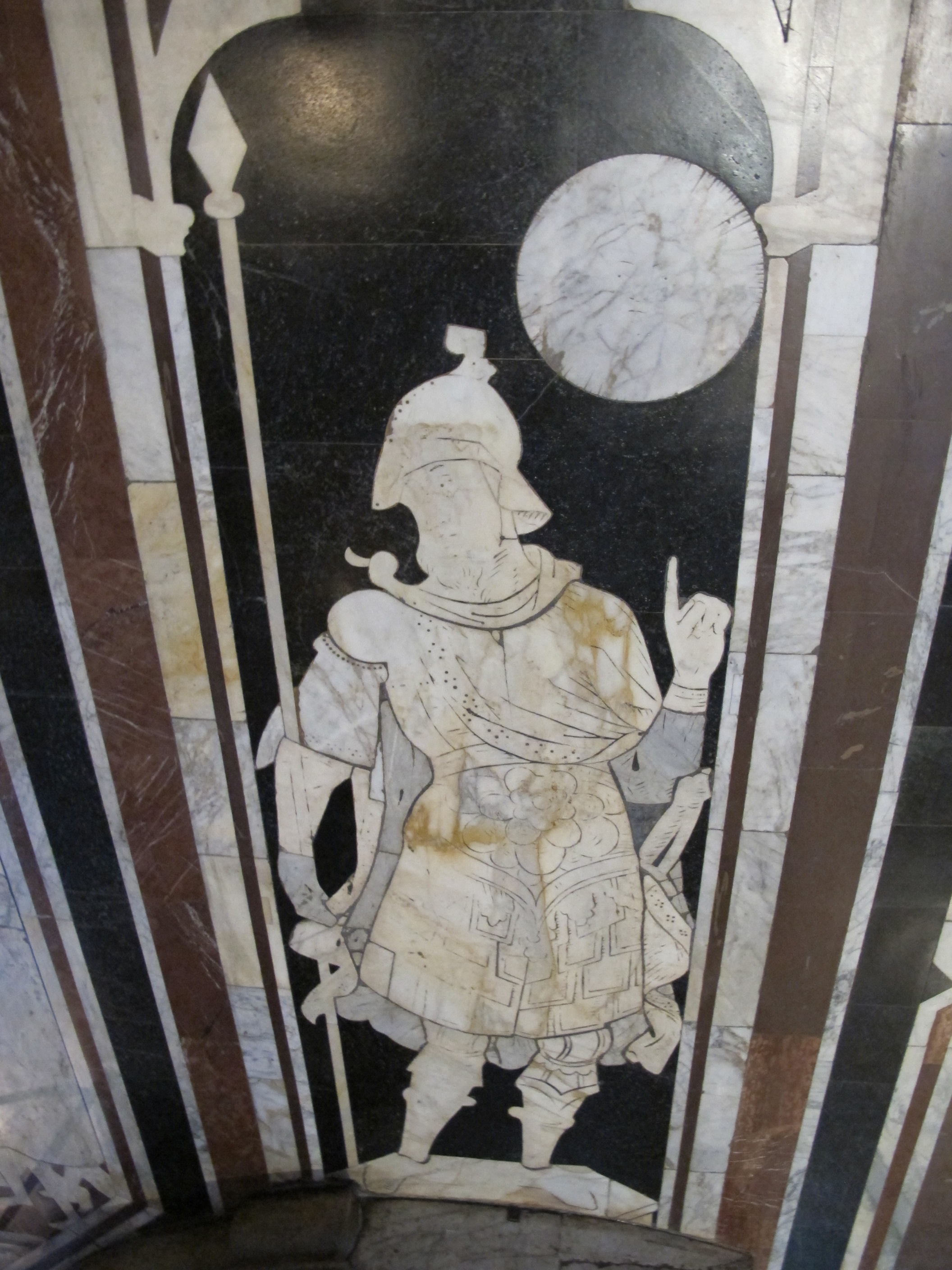
Judas Macchabée
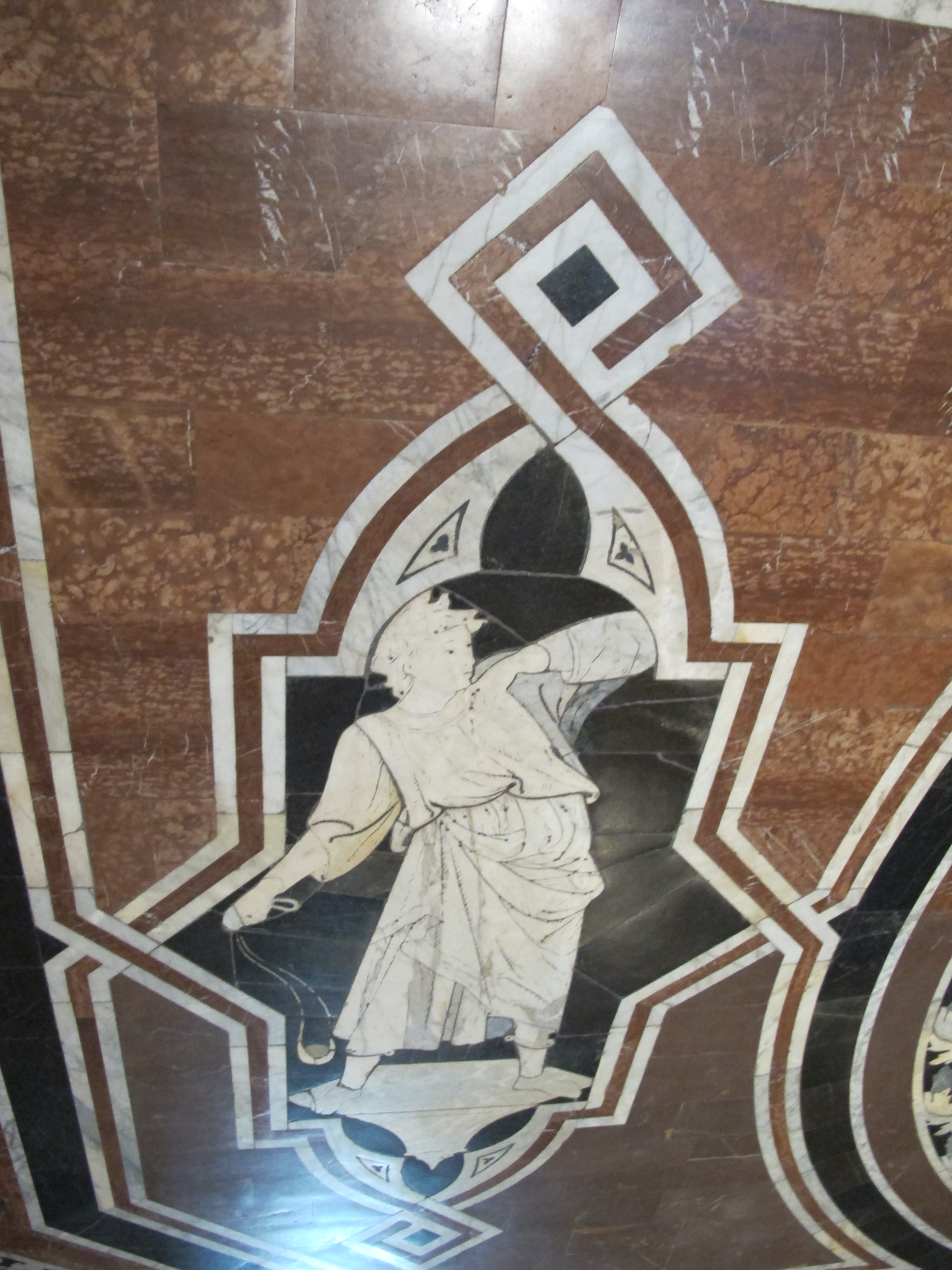
David à la fronde

| IMG | Sujet                        | Auteur                                                                                              | Année   | Restauration | Description |
| --- | ---------------------------- | --------------------------------------------------------------------------------------------------- | ------- | ------------ | --- |
|     | Josué vainqueur des Amoréens | Sassetta (dessin), Paolo di Martino (réalisation)                                                   | 1426    | ?            | Le premier panneau à gauche montre Josué vainqueur des Amoréens, entre les personnages de Salomon et de Josué. Ce travail a été entrepris en 1426, date à laquelle les cartons sont remis au menuisier Paolo di Martino, probablement les mêmes qui ont été payés la même année à Sassetta ; dans le passé le nom de Domenico di Niccolò dei cori était évoqué, mais l'intervention du Sassetta apparaît aujourd'hui comme la plus probable, étayée par les ressemblances avec des œuvres contemporaines comme la Pala dell'Arte della Lana dans l'église de San Pellegrino alla Sapienza, même si l'état d'usure avancée de cette pièce complique une attribution sans équivoque. Vasari avait évoqué le nom de Duccio di Buoninsegna, une hypothèse intéressante mais réfutée par toute la documentation. La scène représente la bataille entre les Hébreux et les Amoréens, encadrée par une frise d'arc trilobés. À gauche, cinq rois amoréens apparaissent, pendus au-dessus de la grotte où ils s'étaient réfugiés. |
|     | Histoire de David            | Domenico di Niccolò dei cori (dessin, attr.), Bastiano di Corso e Agostino di Niccolò (réalisation) | 1423    | 1777         | Face à l'autel, se trouve un grand panneau divisé en trois parties, dédié au personnage du roi David. De chaque côté se trouvent deux frises tressées entourant respectivement un David à la fronde et un Goliath frappé par la pierre lancée par David et qui tombe à la renverse. Le front de Goliath porte déjà l'impact du projectile, qui ne l'a pourtant pas encore touché et qui se trouve encore à la fois dans la fronde de David et, suspendu dans son trajet, juste devant le front du géant. Il s'agit donc d'une représentation dynamique typique de l'art médiéval. Les personnages, entourés d'un bandeau continu qui crée un encadrement complexe, s'insèrent exactement dans l'espace disponible, un losange polylobé juxtaposé à un rectangle. Le dessin, élégant, a été attribué sans hésitation par l'historien de l'art Roberto Longhi à Jacopo della Quercia. Il est cependant plus probable qu'il soit dû à son élève Domenico di Niccolò dei cori, alors que l'exécution est documentée, en 1423, comme l'œuvre d'un certain Bastiano di Corso, de Florence avec l'aide du sculpteur Agostino di Niccolò. C'est également le cas du grand médaillon central représentant David psalmiste, c'est-à-dire le même David qui, devenu roi, s'adonne à la composition des Psaumes, à côté d'un livre ouvert sur un lutrin, s'accompagnant au psaltérion et entouré de quatre personnages masculins portant chacun un instrument différent : orgue portatif, tambourin, luth et vièle. Ils entourent le roi et sont disposés symétriquement sur des marches. Au-dessus de la frise décorée d'arches trilobées, court une longue inscription dont une main au doigt tendu pointe le début. L'ensemble a été retouché par Matteo Pini, sur un dessin de Carlo Amidei en 1777. |
|     | Histoire de Samson           | Sassetta (dessin, attr.)                                                                            | v. 1426 | ?            | À droite, l'Histoire de Samson est flanquée des personnages de Moïse et de Judas Maccabée. La scène, attribuée au Sassetta comme l'autre scène symétrique du transept gauche (similaire par la technique et par le style), est dominée par la figure de Samson qui massacre les guerriers philistins à l'aide d'une mâchoire d'âne. Il en tient un par la nuque, d'autres sont effondrés à terre, le reste s'enfuit sans demander son reste. Cette scène est surplombée par le motif récurrent des arches trilobées. |

### Chœur

#### Les Vertus cardinales
| IMG | Sujet         | Auteur                | Année | Restauration | Description |
| --- | ------------- | --------------------- | ----- | ------------ | --- |
|     | La Force      | Martino di Bartolomeo | 1406  | 1823-1839    | Autour de l'autel, dans le chœur, se trouve une série de cinq tondi représentant les Vertus cardinales : Force, Justice, Miséricorde, Prudence et Tempérance. Chacune est entourée par un cadre formée de petites arches trilobées, mise en valeur par un fond de marbre noir. Tout autour se trouvent des figures géométriques à effet optique. La Force a été payée le 13 mars 1406 à Marchese d'Adamo da Como et à ses compagnons. Elle est représentée avec ses attributs typiques : le bouclier et l'épée à la main droite, une colonne à sa gauche. La Justice présente un globe et une épée dégainée. La Miséricorde est difficile à déchiffrer en raison de l'usure. La Prudence possède trois têtes, qui surveillent chaque côté, et tient dans sa main un petit serpent. La Tempérance tient deux amphores. La Miséricorde, qui se trouve dans l'axe de la nef, est plus petite et plus simple. Enzo Carli a émis l'hypothèse que tous ces personnages ont été dessinés par le peintre siennois Martino di Bartolomeo, lié à Jacopo della Quercia. La restauration des Vertus remonte à 1823-1839. |
|     | La Justice    | Martino di Bartolomeo | 1406  | 1823-1839    | Autour de l'autel, dans le chœur, se trouve une série de cinq tondi représentant les Vertus cardinales : Force, Justice, Miséricorde, Prudence et Tempérance. Chacune est entourée par un cadre formée de petites arches trilobées, mise en valeur par un fond de marbre noir. Tout autour se trouvent des figures géométriques à effet optique. La Force a été payée le 13 mars 1406 à Marchese d'Adamo da Como et à ses compagnons. Elle est représentée avec ses attributs typiques : le bouclier et l'épée à la main droite, une colonne à sa gauche. La Justice présente un globe et une épée dégainée. La Miséricorde est difficile à déchiffrer en raison de l'usure. La Prudence possède trois têtes, qui surveillent chaque côté, et tient dans sa main un petit serpent. La Tempérance tient deux amphores. La Miséricorde, qui se trouve dans l'axe de la nef, est plus petite et plus simple. Enzo Carli a émis l'hypothèse que tous ces personnages ont été dessinés par le peintre siennois Martino di Bartolomeo, lié à Jacopo della Quercia. La restauration des Vertus remonte à 1823-1839. |
|     | La Prudence   | Martino di Bartolomeo | 1406  | 1823-1839    | Autour de l'autel, dans le chœur, se trouve une série de cinq tondi représentant les Vertus cardinales : Force, Justice, Miséricorde, Prudence et Tempérance. Chacune est entourée par un cadre formée de petites arches trilobées, mise en valeur par un fond de marbre noir. Tout autour se trouvent des figures géométriques à effet optique. La Force a été payée le 13 mars 1406 à Marchese d'Adamo da Como et à ses compagnons. Elle est représentée avec ses attributs typiques : le bouclier et l'épée à la main droite, une colonne à sa gauche. La Justice présente un globe et une épée dégainée. La Miséricorde est difficile à déchiffrer en raison de l'usure. La Prudence possède trois têtes, qui surveillent chaque côté, et tient dans sa main un petit serpent. La Tempérance tient deux amphores. La Miséricorde, qui se trouve dans l'axe de la nef, est plus petite et plus simple. Enzo Carli a émis l'hypothèse que tous ces personnages ont été dessinés par le peintre siennois Martino di Bartolomeo, lié à Jacopo della Quercia. La restauration des Vertus remonte à 1823-1839. |
|     | La Tempérance | Martino di Bartolomeo | 1406  | 1823-1839    | Autour de l'autel, dans le chœur, se trouve une série de cinq tondi représentant les Vertus cardinales : Force, Justice, Miséricorde, Prudence et Tempérance. Chacune est entourée par un cadre formée de petites arches trilobées, mise en valeur par un fond de marbre noir. Tout autour se trouvent des figures géométriques à effet optique. La Force a été payée le 13 mars 1406 à Marchese d'Adamo da Como et à ses compagnons. Elle est représentée avec ses attributs typiques : le bouclier et l'épée à la main droite, une colonne à sa gauche. La Justice présente un globe et une épée dégainée. La Miséricorde est difficile à déchiffrer en raison de l'usure. La Prudence possède trois têtes, qui surveillent chaque côté, et tient dans sa main un petit serpent. La Tempérance tient deux amphores. La Miséricorde, qui se trouve dans l'axe de la nef, est plus petite et plus simple. Enzo Carli a émis l'hypothèse que tous ces personnages ont été dessinés par le peintre siennois Martino di Bartolomeo, lié à Jacopo della Quercia. La restauration des Vertus remonte à 1823-1839. |

#### Première frise de l'autel
Les côtés de l'autel à droite, à gauche et celui tourné vers la nef, sont décorés d'une double bande de marqueterie de marbre qui, dans la partie frontale, englobe également la grande scène du Sacrifice d'Isaac. Elles ont toutes été dessinées par Domenico Beccafumi et elles lui furent payées le 2 mai 1544. La double frise est composée d'une bande interne décorée de scènes bibliques, souvent réduite à la représentation de personnages. Les représentations sont suggestives, mais leur interprétation est difficile en raison de la pauvreté de références iconographiques. En regardant la scène d'en haut, et en allant alors de haut en bas, et de gauche à droite dans le sens des aiguilles d'une montre, on découvre :
1. Le vieux Tobie et son fils, accompagnés de leur chien, et l'archange Raphaël
2. Une femme qui représente la Charité ou bien une sibylle
3. Adam agenouillé, dans un panneau un peu plus grand que les autres
4. Un prophète vu de dos, qui scrute le ciel
5. Une autre femme assise qui tient à la main un livre (peut-être une sibylle)
6. Le sacrifice d'Abel (cette scène est citée dans les paiements de 1544)
7. Une femme assise en compagnie d'un enfant
8. Le sacrifice de Melchisedech, qui fait pendant à celui d'Abel
9. Une femme avec un enfant (peut-être une sibylle étendue)
10. Ève à genoux, faisant pendant à Adam. La critique la considère comme la plus réussie de l'ensemble, à tel point que certains l'attribuent au Sodoma, hypothèse difficilement démontrable
11. Un prophète avec un livre ouvert devant lui
12. Élisée qui ressuscite le fils de la Sunamite

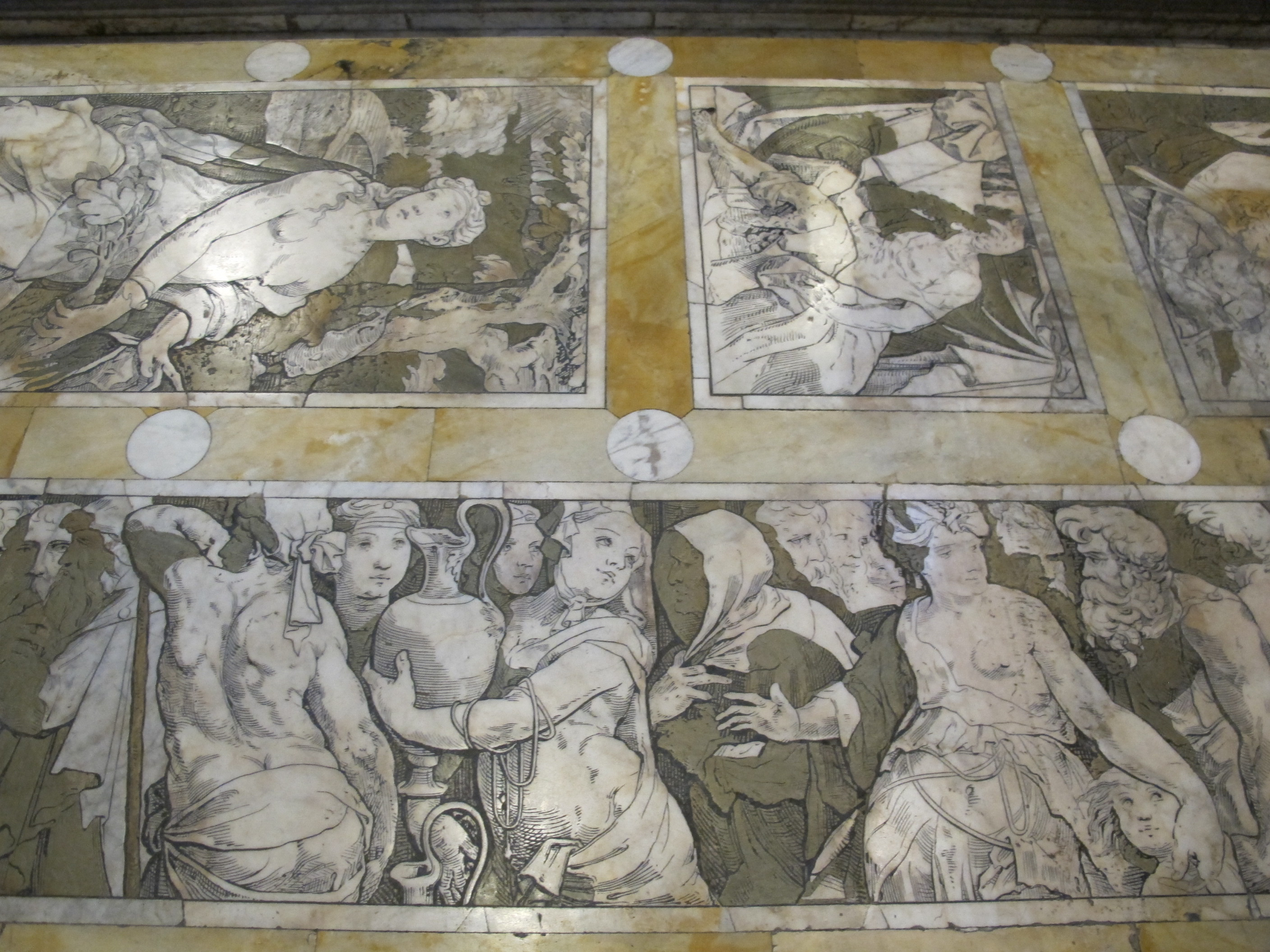
La double frise
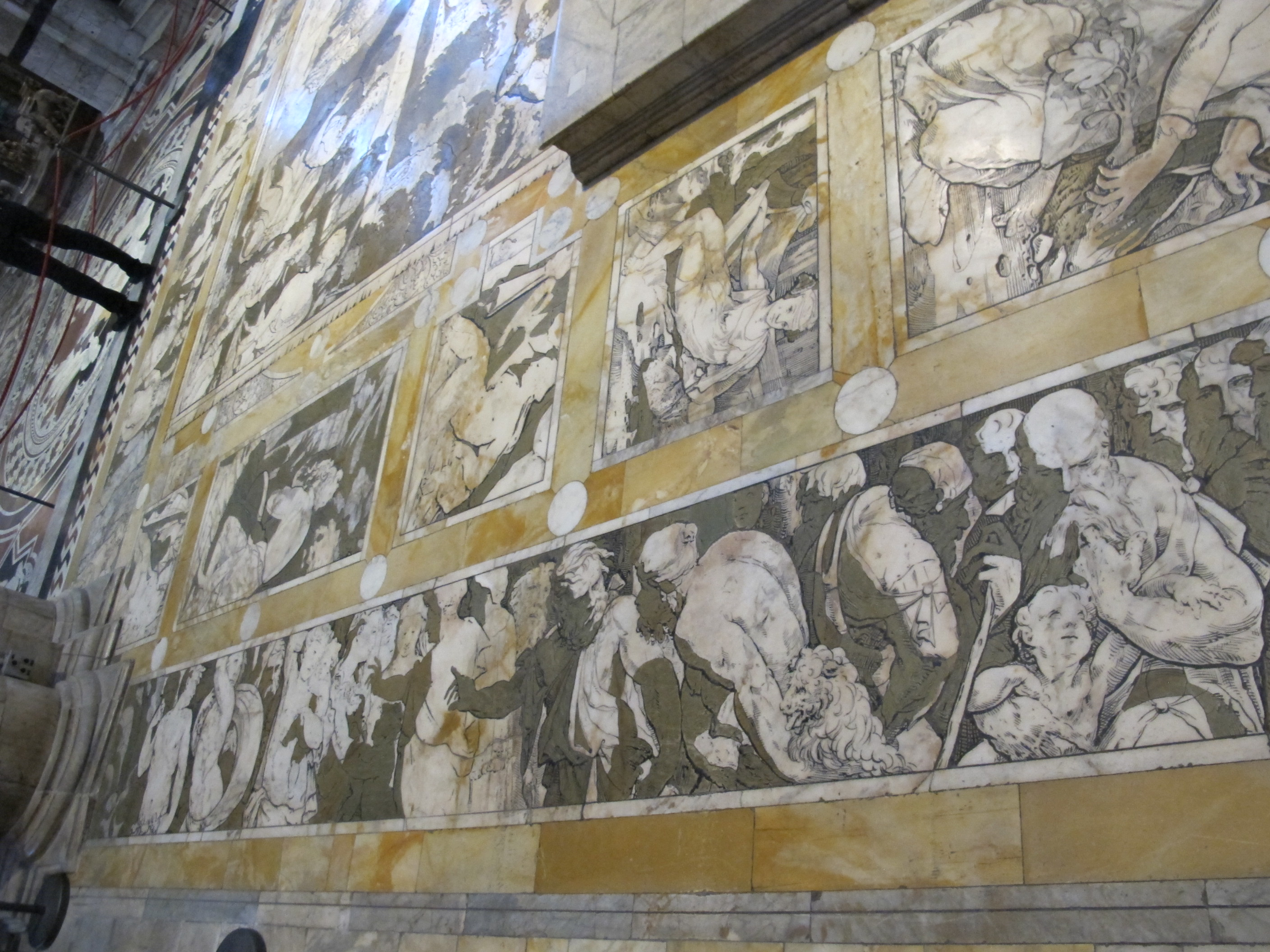
La double frise
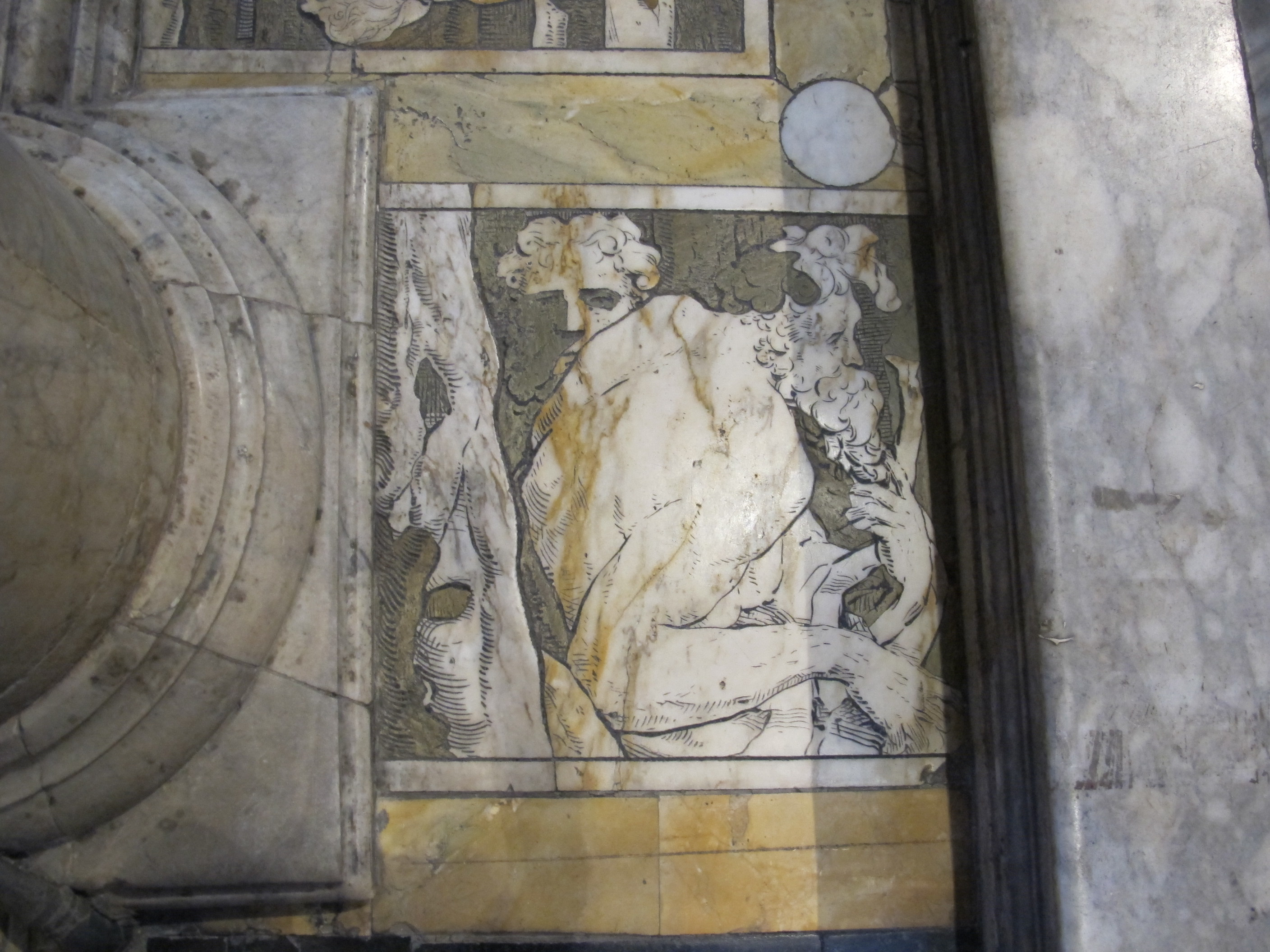
Double frise, Elisée

#### Marche du peuple hébreu vers la Terre Promise

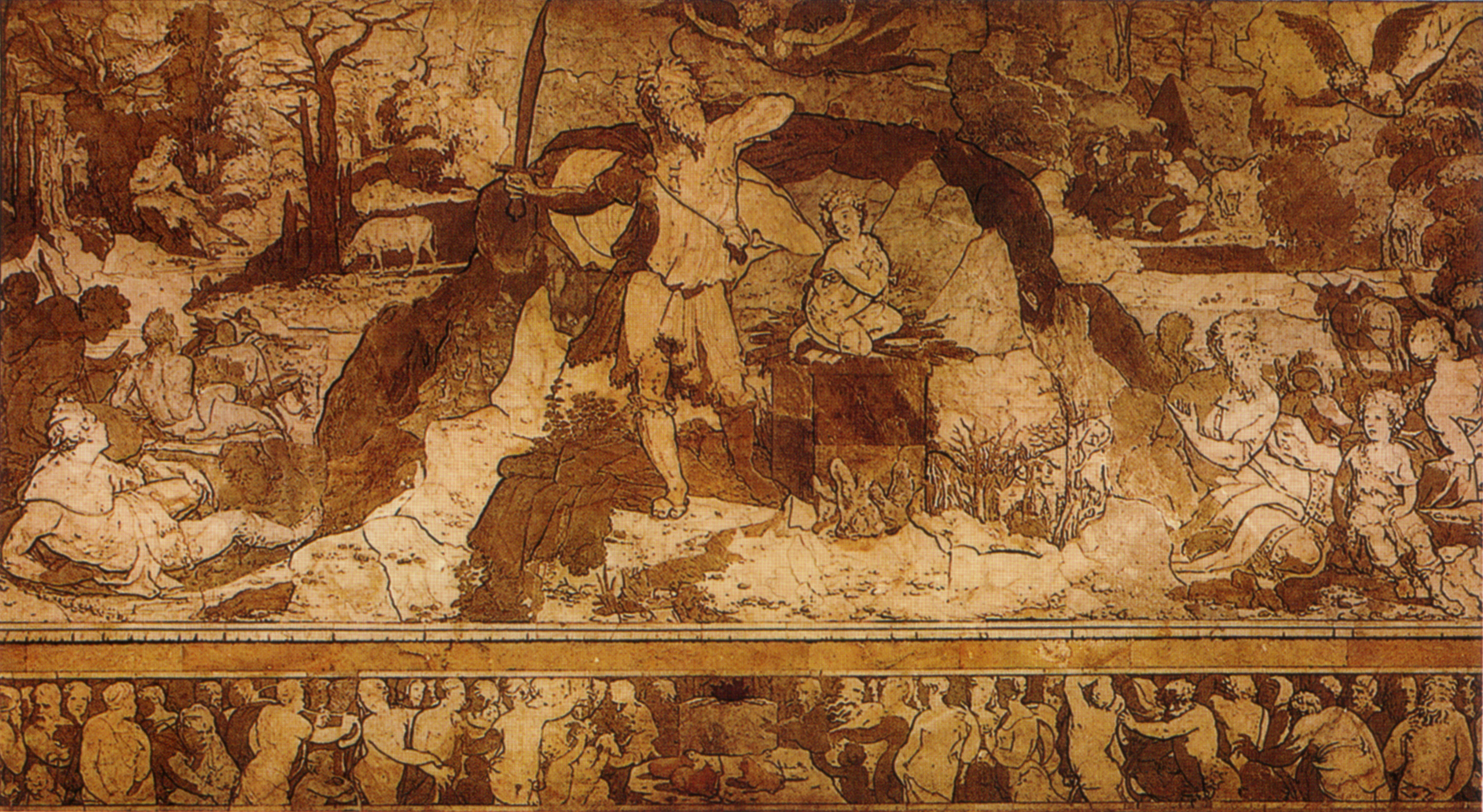
Beccafumi, Sacrifice d'Isaac (1547) et partie centrale de la Marche du peuple hébreu vers la Terre Promise (1544)

Autour de la frise composée de panneaux s'en déroule une autre, continue, divisée en trois parties (une pour chaque côté), qui décrit, avec des contrastes lumineux intenses, une procession mouvementée composée d'hommes et de femmes de tous âges, représentant vraisemblablement le peuple d'Israël à la recherche de la Terre Promise. Ils convergent vers un autel préparé pour le sacrifice, marquant la fin idéale de l'Histoire de Moïse.

#### Sacrifice d'Isaac
Le cycle décoratif se conclut avec le Sacrifice d'Isaac, payé à Beccafumi le 25 février 1547. Dieu veut éprouver Abraham et lui ordonne de prendre son propre fils, Isaac, et de se rendre au mont Moria pour le sacrifier. Quand tout est prêt, l'ange du Seigneur intervient pour arrêter Abraham, qui découvre alors, à quelques pas de là, un bélier empêtré dans un buisson. L'animal sera sacrifié à la place du garçon. L'épisode se termine par la promesse renouvelée à Abraham de multiplier sa descendance « comme les étoiles du ciel et les grains de sable sur la plage ». La scène est composée sans mettre en avant les personnages et en donnant à leur environnement une place importante : aperçus de paysages visionnaires, dominés par des arbres tordus, presque en zigzag, notations véristes comme cet âne bâté sur la droite de la scène. Le panneau se lit en spirale, avec l'annonce de l'ange à Abraham en haut à gauche, l'indication du lieu du sacrifice à gauche, le sacrifice au centre.

## Notes et références

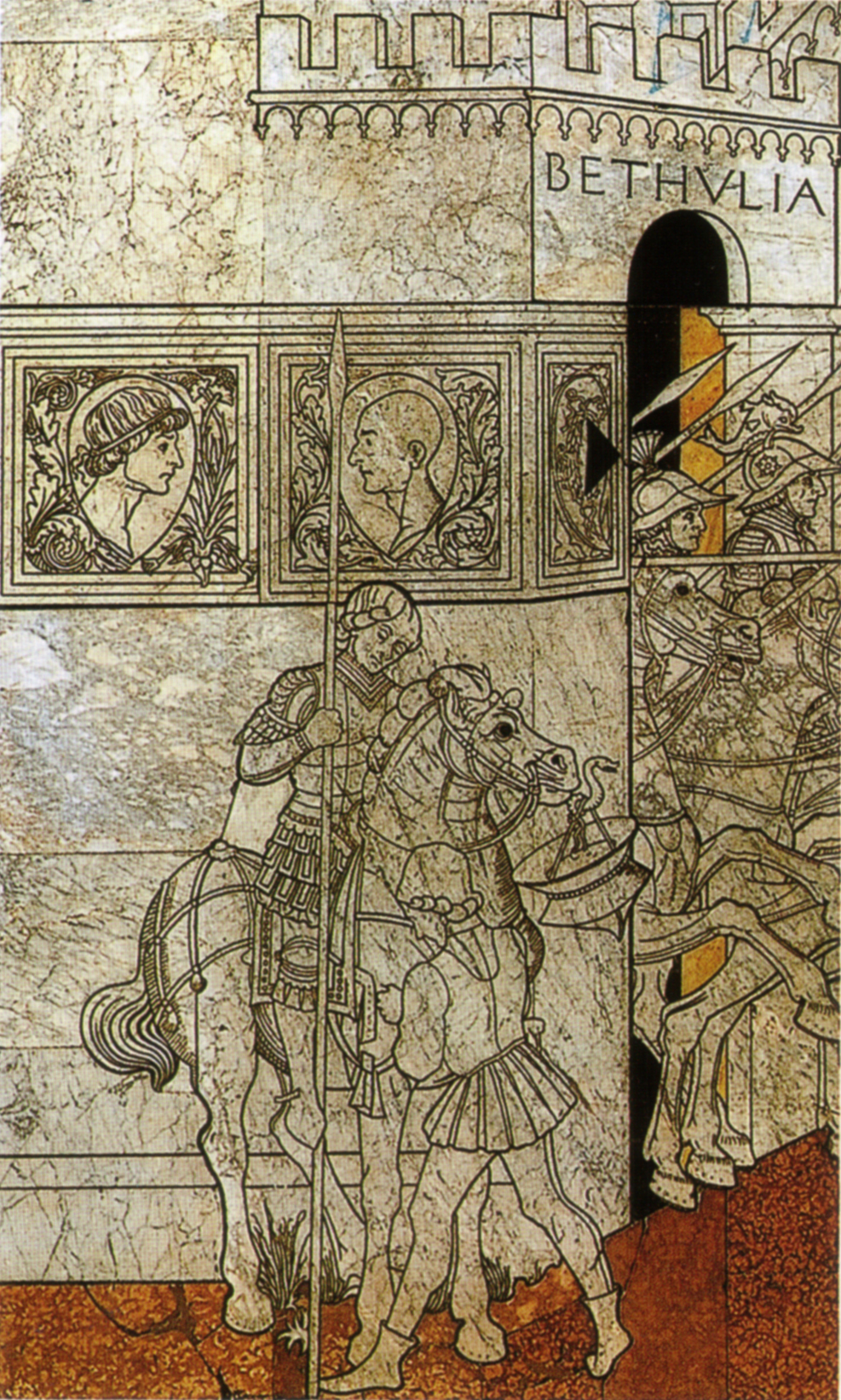
Francesco di Giorgio, Histoire de Judith (1473), détail

### Citations originales
1. ↑  « Neroccio di Bartolommeo di Benedetto dipentore diè dare a dì 23 di maggio lire quattro, soldi -, contanti, per disegnio d'una Sibilla per li pavimenti in duomo, Austino di Pietro di Pietro nostro camerario a fol. 45 --- l. 4, s. -, d. -. Neroccio di Bartolomeo rincontro diè avere a dì XXIII di maggio l. IV, s. -, per disegniare la Sibilla, rincontanti (?), e ssonno per le spese in questo, fol. 47 --- l. IV, s. -, d. -. »